# النقاب في الإسلام
النقاب هو قطعة  قماش تغطي الوجه غالباً ما يكون أسود اللون، ترتديه بعض النساء المسلمات كجزء من الحجاب مع العباءة لكي يخفي معالم جسد المرأة بالكامل عدا العينين، وهو منتشر في الأقطار ذات الأغلبية المسلمة. وهناك خلاف بين فقهاء المسلمين ما إذا كان واجبا أو غير واجب أو مباح، الغالبية العظمى من أقوال العلماء وأئمة المسلمين تذهب إلى أنه يجِبُ على المرأةِ سَترُ بدَنِها كُلِّه أمامَ الرجُلِ الأجنبيِّ، بما في ذلك الوجهُ والكَفَّانِ. إلا أن البعض الآخر من العلماء يرى جواز كشف المرأة لوجهها إذا أمنت الفتنة. أما خلع النقاب وكشف الوجه فيعرف بإسم السفور.
يدعو الإسلام إلى الحشمة والعفة، ومنع كل وسيلة تؤدي إلى انتهاك العرض، نظراً أو قولا ً أو فعلاً، سداً لذريعة الفساد في الأعراض التي كانت حمايتها من الكليات الخمس التي حافظت عليها جميع الشرائع السماوية (وهي شرائع الإسلام التي جاء بها النبي إبراهيم فمن دونه من الأنبياء)، يقول الله في القران: ﴿قُلْ لِلْمُؤْمِنِينَ يَغُضُّوا مِنْ أَبْصَارِهِمْ وَيَحْفَظُوا فُرُوجَهُمْ ذَلِكَ أَزْكَى لَهُمْ إِنَّ اللَّهَ خَبِيرٌ بِمَا يَصْنَعُونَ ۝٣٠ وَقُلْ لِلْمُؤْمِنَاتِ يَغْضُضْنَ مِنْ أَبْصَارِهِنَّ وَيَحْفَظْنَ فُرُوجَهُنَّ وَلَا يُبْدِينَ زِينَتَهُنَّ إِلَّا مَا ظَهَرَ مِنْهَا وَلْيَضْرِبْنَ بِخُمُرِهِنَّ عَلَى جُيُوبِهِنَّ وَلَا يُبْدِينَ زِينَتَهُنَّ إِلَّا لِبُعُولَتِهِنَّ أَوْ آبَائِهِنَّ أَوْ آبَاءِ بُعُولَتِهِنَّ أَوْ أَبْنَائِهِنَّ أَوْ أَبْنَاءِ بُعُولَتِهِنَّ أَوْ إِخْوَانِهِنَّ أَوْ بَنِي إِخْوَانِهِنَّ أَوْ بَنِي أَخَوَاتِهِنَّ أَوْ نِسَائِهِنَّ أَوْ مَا مَلَكَتْ أَيْمَانُهُنَّ أَوِ التَّابِعِينَ غَيْرِ أُولِي الْإِرْبَةِ مِنَ الرِّجَالِ أَوِ الطِّفْلِ الَّذِينَ لَمْ يَظْهَرُوا عَلَى عَوْرَاتِ النِّسَاءِ وَلَا يَضْرِبْنَ بِأَرْجُلِهِنَّ لِيُعْلَمَ مَا يُخْفِينَ مِنْ زِينَتِهِنَّ وَتُوبُوا إِلَى اللَّهِ جَمِيعًا أَيُّهَ الْمُؤْمِنُونَ لَعَلَّكُمْ تُفْلِحُونَ ۝٣١﴾ [النور:30–31].
فقد عنيت هذه الآيات القرآنية وغيرها بما يتعين على المرأة والرجل فعله من أجل الحفاظ على العفة وسداً لذريعة الفساد.

## تاريخ

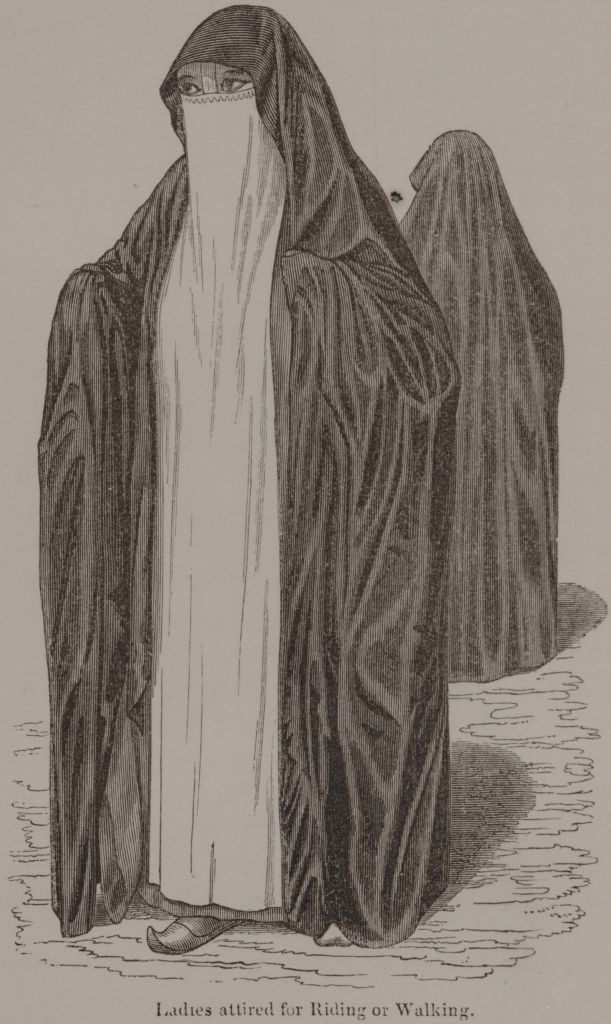
هذه صورة لنساء من الطبقة العليا في كتاب للمستشرق البريطاني إدوارد وليام لين في عام 1833

لم يكن حجاب المسلمات بما في ذلك النقاب وتغطية وجه المرأة عن الأجانب محل جدل بين المسلمين، بل هو من الأمور المسلَّمة ومتعارف عليه في بيئة المسلمين. ظهر حديثا اختلاف في الرأي بين المسلمين على وجوب تغطية الوجه هذا الخلاف لم يظهر إلا منذ وقت قريب بعد دخول الإستعمار الغربي بلاد الإسلام في ظاهرة تعرف باسم التغريب. يظهر هذا بوضوح في جميع كتب كبار فقهاء المسلمين على مر التاريخ الإسلامي.
قال أبو حامد الغزالي: «إذ لم يزل الرجال على ممر الزمان مكشوفي الوجوه والنساء يخرجن منتقبات».

## الأدلة على وجوب النقاب

### أدلة القرآن الكريم
الدليل الأول قولُه تعالى: ﴿يَا أَيُّهَا النَّبِيُّ قُلْ لِأَزْوَاجِكَ وَبَنَاتِكَ وَنِسَاءِ الْمُؤْمِنِينَ يُدْنِينَ عَلَيْهِنَّ مِنْ جَلَابِيبِهِنَّ ذَلِكَ أَدْنَى أَنْ يُعْرَفْنَ فَلَا يُؤْذَيْنَ وَكَانَ اللَّهُ غَفُورًا رَحِيمًا ۝٥٩﴾ [الأحزاب:59]
وَجهُ الدَّلالةِ:
```
في قولِه تعالى: 
﴿
 يُدْنِينَ عَلَيْهِنَّ مِنْ جَلَابِيبِهِنَّ
﴾
 دَلالةٌ على أنَّ المرأةَ مأمورةٌ بسَترِ وَجهِها وجميعِ بدِنها عن الأجنبيِّينَ، فلا تدَعْ شيئًا منه مكشوفًا.
[
5
]
 الجلباب هو ما يُلْبَس فوق الثِّيابِ كالمِلْحفة
[
6
]
 وقد ورد في حديث صحيح الإسناد عن أم المؤمنين 
عائشة
 زوجة الرسول 
ﷺ
 قالت: 
««فَخَمَّرْتُ وجْهِي بجِلْبَابِي»»
.
[
7
]
[
8
]
```

ورد في تفسير ابن جرير الطبري: قال عبد الله ابن عباس تلميذ رسول الله ﷺ وابن عمه وصاحبه في تفسير الآية: ««أمر الله نساء المؤمنين إذا خرجن من بيوتهن في حاجة أن يغطين وجوههن من فوق رءوسهن بالجلابيب ويبدين عينا واحدة»».
الدليل الثاني قوله تعالى: ﴿وَإِذَا سَأَلْتُمُوهُنَّ مَتَاعًا فَاسْأَلُوهُنَّ مِنْ وَرَاءِ حِجَابٍ ذَلِكُمْ أَطْهَرُ لِقُلُوبِكُمْ وَقُلُوبِهِنَّ وَمَا كَانَ لَكُمْ أَنْ تُؤْذُوا رَسُولَ اللَّهِ وَلَا أَنْ تَنْكِحُوا أَزْوَاجَهُ مِنْ بَعْدِهِ أَبَدًا إِنَّ ذَلِكُمْ كَانَ عِنْدَ اللَّهِ عَظِيمًا ۝٥٣﴾ [الأحزاب:53]
وَجهُ الدَّلالةِ: قولُه تعالى: ﴿فَاسْأَلُوهُنَّ مِنْ وَرَاءِ حِجَابٍ﴾ أي: مِن وراءِ سِترٍ، فهذا أمرٌ عامٌّ، ولا يختَصُّ بأمَّهاتِ المُؤمِنينَ، وفيه دَلالةٌ على احتجابِ جميعِ بدنِ المرأةِ عن الرجالِ الأجانبِ.
الدليل الثالث قوله تعالى: ﴿وَلَا يُبْدِينَ زِينَتَهُنَّ إِلَّا مَا ظَهَرَ مِنْهَا وَلْيَضْرِبْنَ بِخُمُرِهِنَّ عَلَى جُيُوبِهِنَّ وَلَا يُبْدِينَ زِينَتَهُنَّ إِلَّا لِبُعُولَتِهِنَّ أَوْ آبَائِهِنَّ أَوْ آبَاءِ بُعُولَتِهِنَّ أَوْ أَبْنَائِهِنَّ أَوْ أَبْنَاءِ بُعُولَتِهِنَّ أَوْ إِخْوَانِهِنَّ أَوْ بَنِي إِخْوَانِهِنَّ أَوْ بَنِي أَخَوَاتِهِنَّ أَوْ نِسَائِهِنَّ أَوْ مَا مَلَكَتْ أَيْمَانُهُنَّ أَوِ التَّابِعِينَ غَيْرِ أُولِي الْإِرْبَةِ مِنَ الرِّجَالِ أَوِ الطِّفْلِ الَّذِينَ لَمْ يَظْهَرُوا عَلَى عَوْرَاتِ النِّسَاءِ وَلَا يَضْرِبْنَ بِأَرْجُلِهِنَّ لِيُعْلَمَ مَا يُخْفِينَ مِنْ زِينَتِهِنَّ وَتُوبُوا إِلَى اللَّهِ جَمِيعًا أَيُّهَ الْمُؤْمِنُونَ لَعَلَّكُمْ تُفْلِحُونَ ۝٣١﴾ [النور:31]
أوجُهُ الدَّلالةِ:
- قولُه تعالى: ﴿وَلَا يُبْدِينَ زِينَتَهُنَّ إِلَّا مَا ظَهَرَ مِنْهَا﴾ أمَرَ بسَترِ كُلِّ الجسَدِ، ورَفَع الحرَجَ عمَّا لا تقوى المرأةُ على إخفائِه، كثيابِها[13]
- إذا كانت المرأةُ مَنهيَّةً عن الضَّربِ بالأرجُلِ؛ خَوفًا مِن افتِتانِ الرَّجُلِ بما يُسمَعُ مِن صَوتِ خَلْخالِها ونَحوِه، فكيف بكَشفِ الوَجهِ؟![14]

الدليل الرابع قوله تعالى: ﴿وَالْقَوَاعِدُ مِنَ النِّسَاءِ اللَّاتِي لَا يَرْجُونَ نِكَاحًا فَلَيْسَ عَلَيْهِنَّ جُنَاحٌ أَنْ يَضَعْنَ ثِيَابَهُنَّ غَيْرَ مُتَبَرِّجَاتٍ بِزِينَةٍ وَأَنْ يَسْتَعْفِفْنَ خَيْرٌ لَهُنَّ وَاللَّهُ سَمِيعٌ عَلِيمٌ ۝٦٠﴾ [النور:60]
هذه الآية استثنيت كبار السن من فرضية النقاب لأن فتنة الوجه انتهت وتشير الآية أن النقاب هو الأفضل في كل الأحوال حتى مع كبر السن.

### أدلة السنة النبوية
عن عبدِ اللهِ بنِ مَسعودٍ رضي الله عنه، عن النبيِّ ﷺ قال: ««المرأةُ عَورةٌ»»
وَجهُ الدَّلالةِ: أنَّ وَصفَ المرأةِ بكَونِها عَورةً يدُلُّ على لُزومِ سَترِ كُلِّ جَسَدِها، ومنه الوجهُ والكَفَّان
عن ابنِ عُمَرَ رَضِيَ الله عنهما، أنَّ النبيَّ ﷺ قال: ««لا تَنْتقِبِ المرأةُ المحرِمَةُ، ولا تَلبَسِ القُفَّازَينِ»»
وَجهُ الدَّلالةِ: دلَّ الحديثُ على أنَّ النِّقابَ والقُفَّازينِ كانا معروفَينِ في النِّساءِ، وذلك يقتضي سَترَ وُجوهِهنِّ وأيديهنَّ في غيرِ إحرامٍ 
عن عائشةَ رضِيَ اللهُ عنها- في قِصَّة الإفكِ- ««... وكان صَفوانُ ابنُ المُعَطَّلِ السُّلَميُّ ثمَّ الذَّكوانيُّ مِن وَراءِ الجَيشِ، فأصبحَ عند مَنزلي، فرأى سوادَ إنسانٍ نائمٍ، فأتاني، وكان يراني قبل الحِجابِ»»  وفي روايةٍ: ««فخَمَّرْتُ وجهي بجِلبابي»» 
وَجهُ الدَّلالةِ: قولُ عائشةَ رضِيَ اللهُ عنها: ««فخَمَّرتُ وجهي بجِلبابي»» و««وكان يراني قبل الحِجابِ»» فيه دليلٌ على أنَّ النِّساءَ بعد نزولِ آيةِ الحِجابِ مأموراتٌ بسَترِ الوَجهِ 
عن أنسٍ رضِيَ اللهُ عنه- في قِصَّةِ زَواجِ رَسولِ الله صلَّى اللهُ عليه وسلَّم مِن صِفيَّةَ رَضِيَ الله عنها-: ««فقال المُسلِمونَ: إحدى أمهَّاتِ المُؤمِنينَ، أو مِمَّا مَلَكَت يمينُه، فقالوا: إنْ حَجَبَها فهي من أمهَّاتِ المُؤمِنينَ، وإن لم يَحجُبْها فهي ممَّا مَلَكت يمينُه، فلمَّا ارتحَلَ وطَّأ لها خَلْفَه، ومَدَّ الحِجابَ بينها وبين النَّاسِ»»
وَجهُ الدَّلالةِ: أنَّ رَسولَ اللهِ ﷺ ستَرَ وَجْهَها وجميعَ بدَنِها، ولا يختَصُّ ذلك بأمهَّاتِ المُؤمِنينَ، فقَولُهم: ««إنْ حَجَبَها فهي من أمهَّاتِ المُؤمِنينَ، وإن لم يَحجُبْها فهي ممَّا ملكت يمينُه»» عُلِمَ منه أنَّ ما ملكت أيمانُهم لم يكونوا يَحجُبونَهنَّ كحَجْبِ الحرائِرِ، وأنَّ آيةَ الحِجابِ خاصَّةٌ بالحرائِرِ دون الإماءِ
من الآثارِ
عن عُروةَ، عن عائِشةَ رَضِيَ اللهُ عنها، قالت: ««يرحَمُ اللهُ نِساءَ المُهاجِراتِ الأُوَلَ؛ لَمَّا أنزَلَ الله: ﴿وَلْيَضْرِبْنَ بِخُمُرِهِنَّ عَلَى جُيُوبِهِنَّ﴾ شَقَقْنَ مُروطَهُنَّ فاختَمَرْنَ بها»» 
وَجهُ الدَّلالةِ: أنَّ قَولها: ««فاختَمَرْنَ»» أي: غَطَّينَ وُجوهَهنَّ

#### ستر الوجه في الحج والعمرة
عن أم المؤمنين عائشة قالت: ««كان الرُّكبانُ يَمُرُّون بنا ونحن مع رسولِ اللهِ صلَّى اللهُ عليهِ وسلَّم مُحْرِماتٌ فإذا حاذُوا بنا أَسدَلَتْ إحدانا جِلْبابَها من رأسِها على وجهِها»»
وعن فاطِمةَ بنتِ المُنذِرِ عن أسماءَ بنتِ أبي بكرٍ رَضِيَ الله عنهما، قالت: ««كُنَّا نغَطِّي وُجوهَنا مِن الرِّجالِ، وكُنَّا نَمتَشِطُ قَبلَ ذلك في الإحرامِ»»
وَجهُ الدَّلالةِ: قولُها: ««كُنَّا نغطِّي وُجوهَنا مِن الرِّجالِ»» فيه دليلٌ على وجوبِ سَترِ المرأةِ وَجهَها عن غيرِ المحارِمِ، ولو كانت في حالِ الإحرامِ

## رأي أئمة المذاهب

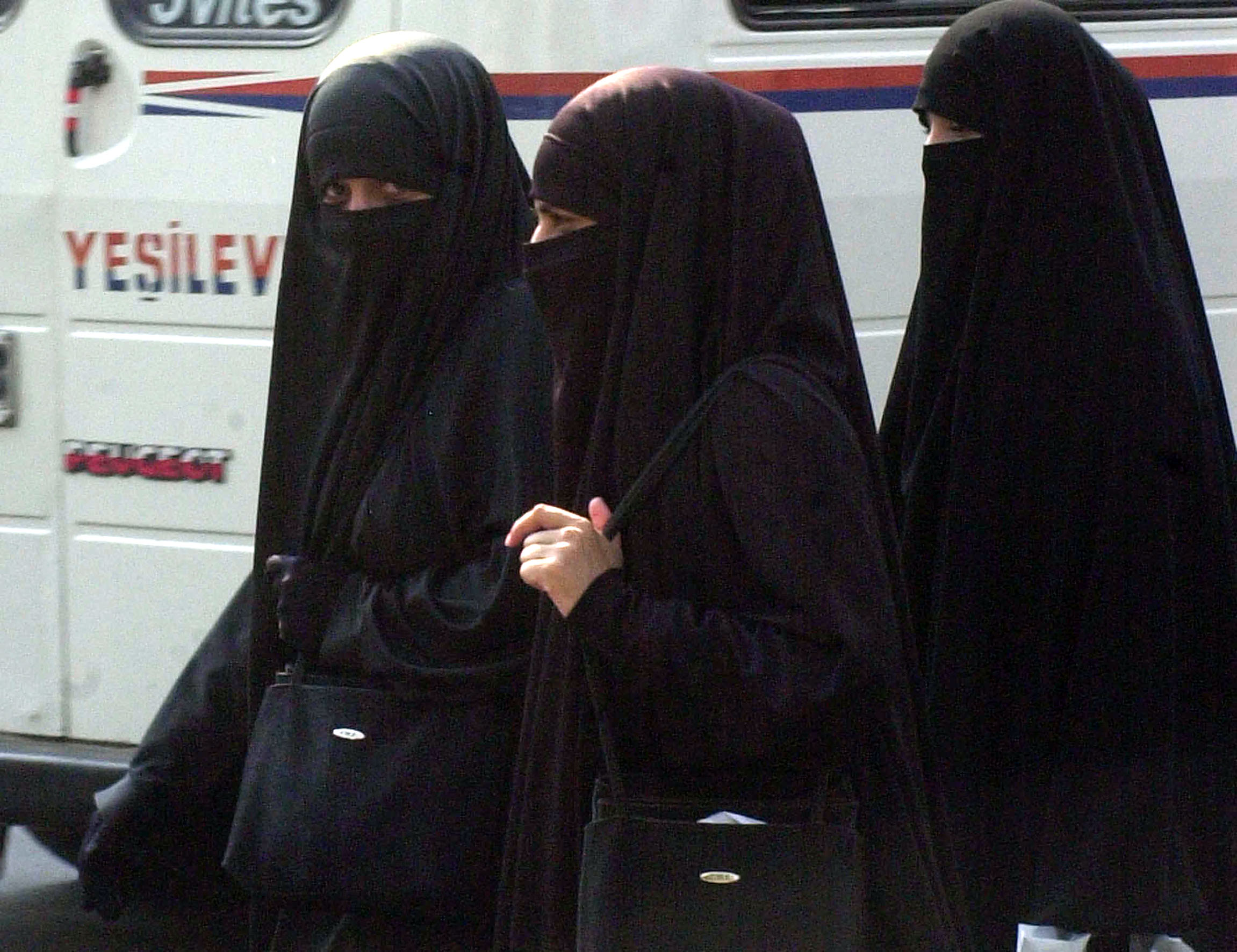
نساء يرتدين النقاب.

يجِبُ على المرأةِ سَترُ بدَنِها كُلِّه أمامَ الرجُلِ الأجنبيِّ، بما في ذلك الوجهُ والكَفَّانِ. ، وهو مذهبُ الجُمهورِ: الحنفيَّة، والأظهَرُ مِن مذهَبِ الشافعيَّة والصَّحيحُ مِن مذهَبِ الحنابلةِ، وهو قولُ جمعٍ مِن عُلَماءِ المالكيَّة وغيرِهم، وحُكِيَ فيه اتِّفاقُ المُسلِمينَ
مذهب الإمام أحمد والصحيح من مذهب الشافعي أنه يجب على المرأة ستر وجهها وكفيها أمام الرجال الأجانب ، لأن الوجه والكفين عورة بالنسبة للنظر، ومذهب أبي حنيفة ومالك أن تغطيتهما غير واجبة ، بل مستحبة ، لكن أفتى علماء الحنفية والمالكية منذ زمن بعيد أنه يجب عليها سترهما عند خوف الفتنة بها أو عليها. والمراد بالفتنة بها : أن تكون المرأة ذات جمال فائق ، والمراد بخوف الفتنة عليها أن يفسد الزمان، بكثرة الفساد وانتشار الفساق، وعلى هذا يمكن أن يقال إن فقهاء المذاهب الأربعة متفقون على وجوب ستر وجه المرأة عند خوف الفتنة وفساد الزمن.

### عورة الصلاة وعورة النظر
هناك فرق بين ما يجب على المرأة المسلمة ستره في الصلاة وما يجب ستره بالنسبة للنظر أي ما تستره عن الرجال الأجانب غير المحارم. بعض العبارات الواردة في بعض الكتب الفقهية التي نصت على أن وجه المرأة ليس بعورة لا علاقة له بالنقاب، وإنما قصدهم ليس بعورة في الصلاة، فخلط بعض المعاصرين بين الأمرين وتركوا المحكم للمتشابه. على الباحث أن يُفرِّق بين عورة الصَّلاة بالنسبة للمرأةِ، وعورةِ النَّظر؛ وعليه: فإذا وجَدْنا نصًّا عن عالِم يذكر فيه أنَّ عورةَ المرأة في الصَّلاة الوجه والكفَّان، فلا ينبغي أن نسحبَ ذلك على عورةِ النَّظرِ وما يَنبغي أن تَستُره. هذا يظهر بوضوح في أقوال كبار علماء المسلمين.
يقول الموزعيُّ الشافعيُّ: «والسَّلف والأئمَّة كمالكٍ والشافعيِّ وأبي حنيفة وغيرِهم لم يَتكلَّموا إلَّا في عورة الصلاة... وما أظنُّ أحدًا منهم يُبيح للشابَّةِ أن تَكشِفَ وجهَها لغير حاجة»
وقال شيخُ الإسلام ابنُ تيميَّة: «فليستِ العورةُ في الصلاة مرتبطةً بعورة النَّظر، لا طردًا ولا عكسًا»

### الحنفية
للحنفية في تغطية الوجه قولان:
- الأول: القول بالوجوب، قال به أبو بكر الجصاص[40] والحصكفي.[41]
- الثاني: جواز كشف الوجه، ذكره السرخسي وانتصر له بعدما ذكر القول الأول.[42] ومن المتأخرين من قال بالوجوب عند خشية الفتنة كابن نجيم.[43]

يرى فقهاء الحنفية أنه لا يجوز للمرأة كشف وجهها أمام الرجال الأجانب لا لكونه عورة ولكن كشفه مظنة الفتنة وبعضهم يراه عورة مطلقا. فقد ذهب بعضهم إلى أن الوجه والكفين ليسا بعورة، ويجوز للمرأة كشفهما؛ لأن الوجه واليدين يحتاج إلى كشفهما عند المعاملة فكان في كشفهما ضرورة لا تتفق لغيرهما من البدن فأبيح كشفهما، وبقي ما عداهما على المنع إلا القدم ففيه روايتان؛ فقيل هما ليسا من العورة أيضاً كالوجه واليدين لضرورة الخدمة والحاجة إلى كشفهما في الخدمة، وقيل: هما من العورة، وصحح في «الاختيار» أنهما ليسا بعورة في الصلاة وعورة خارج الصلاة، والمعتمد من هذه الأقوال الثلاثة المصححة أن القدمين ليسا بعورة كما في «تنوير الأبصار» وغيره لا في الصلاة ولا خارجها على المعتمد.
واختلف في ظاهر الكف وكذا القدم فظاهره ليس بعورة بلا خلاف وأما باطنه ففيه روايتان صحح أنه عورة وصحح كذلك أنه ليس بعورة، وفي «المحيط» الأصح: أنه عورة، والخلاف كذلك في ظاهر القدم محقق خلافاً لمن نفاه وأكثر ما في المتون أنه ليس بعورة. واختلف كذلك في الذراعين هل هما عورة أو لا؟ فيهما روايتان: الأصح أنهما عورة، وصحح البعض أنهما عورة في الصلاة لا خارجها، وعلى هذا القول فإن العورة خارج الصلاة تكون أقل من عورة الصلاة، وذلك لانكشاف الذراعين عند الخدمة عادةً خارج الصلاة فلم تكن عورة خارجها، وكانت عورة في الصلاة.
وباب العورة يختلف عن باب النظر وباب الكشف؛ إذ أنه قد يكون المحل عورة ويباح كشفه والنظر إليه، وقد لا يكون عورة ولا يباح كشف والنظر إليه، وفي كل ذلك تفصيل هذا بيانه:
فأما الشابة فتمنع عن كشف وجهها لخوف الفتنة، والفتنة هنا ليست محققة بمجرد كشف الوجه واليدين مع التزام الحشمة في لبس الثياب التي لا تصف ولا تشف، وهي أمر يختلف باختلاف الأزمان، وهي ما تكن محققة في الزمن الأول لورع أهله فلم تكن تمنع النساء عن كشف الوجه في الصدر الأول، فكذا هنا لعدم حصول الفتنة بمجرد كشف الوجه لا من جهة ورع أهل هذا الزمان وإنما من جهة ما جرت به العادة من حصول الفتنة بما هو أغلظ من ذلك، إذ الفتنة هنا المراد بها الفجور بالمرأة كما في "القاموس" أو الشهوة، ومن ثم تمنع المرأة عن ذلك إن خشي النظر إليها بشهوة وسيأتي تفسيرها وأما النظر فعلى مذهب أبي حنيفة "إنما يمنع لما جاز إظهاره إن وقع بشهوةٍ لا إن لم يقع بشهوة وإن بلا حاجة؛ لأن جواز الكشف يبيح النظر، ولكن إن وقع بشهوة لم يجز إلا لحاجة كقاضٍ أو شاهد للحكم أو الشهادة لا للتحمل وكخاطب يريد نكاحها فله النظر ولو بشهوة للسنة لا لقضاء شهوة، وكذا للضرورة كمداواتها وإن كان ذلك يتسع ولو لعورة بقدر تلك الضرورة الداعية للنظر، واختلف في جواز النظر بلا شهوة هل ولو بلا حاجة أو إن كان لحاجة داعية فيكره لغيرها.
في المحيط البرهاني في الفقه النعماني (8/ 291): «والنظرُ إلى الأجنبيَّة مع ما فيه من خوفِ الفِتنة لا يجوزُ إلَّا لضرورة»
وقال في مجمع الأنهر في شرح ملتقى الأبحر (1/ 285): «ودلَّتِ المسألةُ على أنَّ المرأةَ لا تَكشِف وجهَها للأجانبِ من غيرِ ضرورةٍ»
في البحر الرائق شرح كنز الدقائق ومنحة الخالق 1/284: «قال مَشايخُنا: تُمنَعُ المرأةُ الشابَّةُ من كشْفِ وجهِها بين الرِّجال في زَماننا للفِتنة»
وفي مجمع الأنهر في شرح ملتقى الأبحر 1/81:«وفي المُنتقَى: تُمنَعُ الشابَّةُ عن كشْفِ وجهِها؛ لئلَّا يُؤدِّي إلى الفِتنة، وفي زَمانِنا المنعُ واجبٌ، بل فرضٌ؛ لغلبة الفسادِ».
وفي حاشية الطحطاوي على مراقي الفلاح ص241: («"إلَّا وجهها" ومنع الشابَّة مِن كَشْفِه؛ لخوف الفتنة»).
وفي حاشية ابن عابدين (رد المحتار) 1/406 – وهو مِن العُمَد في معرفةِ الصَّحيح عند الحنفيَّة-: («والمعنى: تُمنَعُ من الكشْفِ لخوفِ أن يرَى الرجالُ وجهَها، فتقع الفتنةُ؛ لأنَّه مع الكشف قد يقَعُ النظر إليها بشهوةٍ»).
وفي الحاشية أيضًا 2/528: (وفي المحيط: «ودلَّت المسألة على أنَّ المرأة منهيَّةٌ عن إظهارِ وجهِها للأجانب بلا ضرورة؛ لأنَّها منهيَّةٌ عن تغطيتِه لحقِّ النُّسك، لولا ذلك وإلَّا لم يكُن لهذا الإرخاءُ فائدةٌ. اهـ، ونحوه في الخانية، ووفَّق في البحر بما حاصلُه: أنَّ محمل الاستحباب عند عدَم الأجانب»).
قال أبو جعفر الطحاوي في «شرح معاني الآثار» (2/ 392 - 393):
"أبيح للناس أن ينظروا إلى ما ليس بمحرَّم عليهم من النساء إلى وجوههن وأكفهن وحرم ذلك عليهم من أزواج النبي ﷺ وهو قول أبي حنيفة وأبي يوسف ومحمد رحمهم الله تعالى".
جاء في المبسوط للإمام محمد بن الحسن الشيباني (3/ 56 - 58):
«وأما المرأة الحرة التي لا نكاح بينه وبينها ولا حرمة ممن يحل له نكاحها فليس ينبغي له أن ينظر إلى شيء منها مكشوفا إلا الوجه والكف ولا بأس بأن ينظر إلى وجهها وإلى كفها ولا ينظر إلى شيء غير ذلك منها وهذا قول أبي حنيفة وقال الله تبارك وتعالى وقل للمؤمنات يغضضن من أبصارهن ويحفظن فروجهن ولا يبدين زينتهن إلا ما ظهر منها ففسر المفسرون أن ما ظهر منها الكحل والخاتم والكحل زينة الوجه والخاتم زينة الكف فرخص في هاتين الزينتين ولا بأس بأن ينظر إلى وجهها وكفها إلا أن يكون إنما ينظر إلى ذلك اشتهاء منه لها فإن كان ذلك فليس ينبغي له أن ينظر إليها».
وقال شمس الأئمة السرخسي في كتابه المبسوط (10/ 152 - 153) عن النظر إلى الأجنبية:
(... فدل أنه لا يباح النظر إلى شيء من بدنها ولأن حرمة النظر لخوف الفتنة – يعني لا لكونه عورة - وعامة محاسنها في وجهها فخوف الفتنة في النظر إلى وجهها أكثر منه إلى سائر الأعضاء) إلى أن قال: (ولكنا نأخذ بقول علي وابن عباس  فقد جاءت الأخبار في الرخصة بالنظر إلى وجهها وكفها)... إلى أن قال: (وهذا كله إذا لم يكن النظر عن شهوة فإن كان يعلم أنه إن نظر اشتهى لم يحل له النظر إلى شيء منها).

### المالكية
ذهب بعض علماء المالكية إلى وجوب ستر الوجه والكفين؛ كابن العربي وابن عطية. ومنهم من ذهب إلى أن الوجه والكفين ليسا بعورة، فيجوز كشفهما ويجوز سترهما؛ كالدردير والدسوقي، ولكن هذا عند أمْن الفتنة. أما لو خشيت الفتنة فذهب بعضهم إلى وجوب الستر؛ كالحطاب الرعيني.
فيرى فقهاء المالكية أنه لا يجوز للمرأة كشف وجهها أمام الرجال الأجانب لا لكونه عورة ولكن كشفه مظنة الفتنة وبعضهم يراه عورة مطلقا. فقد نصوا على أن عورة المرأة المسلمة الحرة البالغة مع الرجل الأجنبي المسلم غير الوجه والكفين، وأما هما فليسا بعورة يجوز النظر بغير قصد لذة، وإلا حرم منه النظر إليها، وحينئذٍ هل يجب عليها ستر وجهها ويديها؟ قيل: نعم وهو ما شهره «ابن مرزوق» وهو قول القاضي «عبد الوهاب»، وهو ظاهر ما في «التوضيح»، وقيل: «لا يجب عليها ذلك، وإنما يجب على الرجل غض بصره، وهو ما قاله» عياض«في حديث» لا تتبع النظرة النظرة؛ فإنما لك الأولى وليست لك الثانية«، فقال:» في هذا كله عند العلماء حجة أنه ليس بواجب أن تستر المرأة وجهها وإنما ذلك استحباب وسنة لها، وعلى الرجل غض بصره عنها، وغض البصر يجب على كل حال في أمور العورات وأشباهها، ويجب مرة على حال دون حال مما ليس بعورة وهو ظاهر «الرسالة». وقد نقل «عياض» قوله عن العلماء مطلقاً في عدم وجوب الستر عليها.
وفي «الموطأ» رواية يحيى (2/ 935):
«سئل مالك: هل تأكل المرأة مع غير ذي محرم منها أو مع غلامها؟ فقال مالك: ليس بذلك بأس إذا كان ذلك على وجه ما يُعرفُ للمرأة أن تأكل معه من الرجال قال: وقد تأكل المرأة مع زوجها ومع غيره ممن يؤاكله».
قال ابنُ خُويز منداد: «إنَّ المرأةَ إذا كانتْ جميلةً وخِيف من وجهِها وكفَّيها الفتنةُ، فعليها سترُ ذلك، وإنْ كانت عجوزًا أو مقبَّحة، جاز أن تكشفَ وجهها وكفَّيها». القرطبي 12/229.
وفي البيان والتحصيل «4/ 428»: «فجائزٌ للرَّجُل أن يَنظُر إلى ذلك من المرأةِ عند الحاجةِ والضرورة»، أي: الوجه والكفَّين.
وقال الحطَّاب: «واعلم أنَّه إنْ خُشي من المرأة الفتنةُ يجبُ عليها سترُ الوجه والكفَّين؛ قاله القاضي عبد الوهاب، ونقلَه عنه الشيخُ أحمد زروق، وهو ظاهرُ التوضيح» [مواهب الجليل 1/499].
قال في الفواكه الدواني 2/277: «اعلم أنَّ المرأةَ إذا كان يُخشى من رُؤيتها الفتنةُ، وجَبَ عليها سترُ جميعِ جسدِها، حتى وجهِها وكفَّيها».
وفي 2/313: «"وأمَّا المُتجالَّة" وهي العجوزُ الفانية "فله" أي: الأجنبي "أن يرَى وجهَها" وكفَّيها "على كل حال"، ولو لغيرِ عُذر؛ للأمنِ ممَّا يحصُل برؤية الشابَّة».
في الشرح الكبير 1/214: «فإذا خِيف من أَمَة فِتنةٌ وجَب سترُ ما عدا العورةِ؛ لخوف الفتنةِ، لا لكونها عورةً، وكذا يُقال في نظيره كستر وجهِ الحرَّة ويديها».
وفي حاشية الصاوي 2/75 عن المحرِمة قال: «حاصلُ المعتمَد: أنَّها متى أرادتِ السترَ عن أعينِ الرِّجالِ، جاز لها ذلك مطلقًا، عَلِمتْ أو ظنَّتِ الفِتنة بها أم لا، نعمْ إذا عَلِمتْ أو ظَنَّت الفتنة بها وجَبَ كما قال الشارحُ» قال الزرقاني: لأنَّه يصير عورةً. [شرح الزرقاني على مختصر خليل 2/290].
وفي جواهر الإكليل 1/41: «وأمَّا الأجنبيُّ الكافر فجميعُ جسدِها، حتى وجهها وكفَّيها، عورةٌ بالنسبة له».
قال ابنُ عَطيَّة: «لَمَّا كانتْ عادةُ العربيَّات التبذُّلَ في معنى الحِجْبة، وكنَّ يكشِفْنَ وجوههنَّ كما يفعلُ الإماءُ، وكان ذلك داعيةً إلى نظر الرِّجال إليهنَّ، وتشعُّب الفِكر فيهنَّ- أمَرَ الله تعالى رسولَه عليه السلام بأمرهنَّ بإدناءِ الجلابيب؛ ليقعَ سترُهنَّ، ويَبِين الفرقُ بين الحرائر والإماء، فيُعرف الحرائرُ بسترهنَّ» [المحرر الوجيز 7/147].
وقال ابن العربي في أحكام القرآن 3/616: «والمرأةُ كلُّها عورةٌ؛ بَدنُها وصوتُها، فلا يجوزُ كشفُ ذلك إلَّا لضرورةٍ أو لحاجةٍ، كالشَّهادة عليها».
قال الباجي في «المنتفى شرح الموطأ» (7/ 252) عقب هذا النص:
«يقتضي أن نظر الرجل إلى وجه المرأة وكفيها مباح لأن ذلك يبدو منها عند مؤاكلتها».
قال ابن القطان في النظر في أحكام النظر ص 143 بعد أن ذكر هذا النص عن مالك (وهذا نص قوله وفيه إباحة إبدائها وجهها وكفيها للأجنبي إذ لا يتصور الأكل إلا هكذا وقد أبقاه الباجي على ظاهره. وقال أيضا ص 145 (وكذلك أيضا استدل به إسماعيل القاضي لمذهبه وهو جواز بدو الوجه والكفين وبما أجمع عليه من جواز بدو وجهها في الصلاة بل وجوبه).
قال ابن بطال فيما نقله عنه ابن حجر في فتح الباري (11/ 10) في الحديث (أي حديث الخثعمية) الأمر بغض البصر خشية الفتنة ومقتضاه أنه إذا أمنت الفتنة لم يمتنع قال ويؤيده أنه ﷺ لم يحول وجه الفضل حتى أدمن النظر إليها لاعجابه بها فخشي الفتنة عليه قال وفيه مغالبة طباع البشر لابن آدم وضعفه عما ركب فيه من الميل إلى النساء والإعجاب بهن وفيه دليل على أن نساء المؤمنين ليس عليهن من الحجاب ما يلزم أزواج النبي ﷺ إذ لو لزم ذلك جميع النساء لأمر النبي ﷺ الخثعمية بالاستتار ولما صرف وجه الفضل قال وفيه دليل على أن ستر المرأة وجهها ليس فرضا لاجماعهم على أن للمرأة أن تبدي وجهها في الصلاة ولو رآه الغرباء وأن قوله: ﴿قُلْ لِلْمُؤْمِنِينَ يَغُضُّوا مِنْ أَبْصَارِهِمْ﴾ [النور:30]، على الوجوب في غير الوجه.

### الشافعية
اختلف الشافعية في جواز كشف المرأة وجهها على قولين:
- القول الأول: هو أن الوجه ليس بعورة فيجوز لها كشفه لكن مع الكراهة، وهو القول الأشهر عند المتقدمين، وهذا عند أمن الفتنة، أما عند الفتنة أو علمها بمن ينظر إليها فيلزمها ستر وجهها، ذكر ذلك النووي وذهب إلى أن الأصح عدم الكشف ولو مع أمْن الفتنة.[50]
- القول الثاني: أن وجه المرأة عورة ويلزمها ستره، وهو القول المعتمد عند المتأخرين، وتأولوا قولَ المتقدمين بأن الوجه ليس بعورة في الصلاة لكنه عورة خارج الصلاة.[51]

وعندهم أن عورة الحرة في الصلاة وعند الأجنبي ولو خارج الصلاة جميع بدنها إلا الوجه والكفين ظهراً وبطناً إلى الكوعين، وإنما لم يكونا عورة؛ لأن الحاجة تدعو إلى إبرازهما، وإنما حرم النظر إليهما لأنهما مظنة الفتنة إلا لغرض صحيح؛ فإن وقع بصره عليها فجأة غض بصره، وقيل: يجوز مرة واحدة إن لم يكن محل فتنة، وقد مر حكاية مثل ذلك عند «الحنفية» و«المالكية» وذلك لما مر في حديث برية «لا تتبع النظرة النظرة». ووجه ذلك أن الغالب أن الاحتراز عن الأولى لا يمكن فوقع عفواً قصد أو لم يقصد.
وقد ذكروا أن عورة الحرة خارج الصلاة جميع بدنها؛ أي: عند الرجال الأجانب، ويقصدون العورة ما يحرم نظره، لأن العورة تطلق شرعاً بإطلاقين فالإطلاق الأول على ما يجب ستره في خصوص الصلاة، والإطلاق الثاني على ما يحرم النظر إليه، وقد تسبب الخلط بين هذين الإطلاقين في حمل ما يجب ستره على ما يحرم النظر إليه كما بين ذلك في توضيح «الباجوري» وغيره. وقد نقل «عياض» الاتفاق على عدم فرض ستر الوجه إلا على أمهات المؤمنين.
فإنَّ الرافعيَّ والنوويَّ اتَّفقًا على أنَّ وجه المرأة عورةٌ لذاته، لا لكونه مظنَّةَ الفتنة، وأنه يجب غضُّ البصر حتى مع أمْن الفتنة، وحتى لو كانتْ متنقبةً. وقال السبكيُّ: «الأقربُ إلى صنيعِ الأصحاب أنَّ وجهها وكفَّيها عورةٌ في النظر.». وأمَّا الإجماعات التي يَنقُلها الشافعيَّةُ على تحريم السُّفور، أو على أنَّ عادة النساء في كلِّ عصرٍ تغطيةُ الوجه فمتعدِّدة، فقد حكاه الموزعيُّ.، والجويني.، والغزالي.، وابن حجر.
ويُبيِّن العمرانيُّ معنى كشْف المحرِمة لوجهها، فيقول: «وإذا أَحرمت المرأةُ.. فإنَّه لا يجبُ عليها كشْفُ رأسها، ولكن لا يجوزُ لها تغطيةُ وجهها، ولَسْنا نريد بذلك أنَّها تُبرزه للناس، وإنما نُريد أنَّها لا تُغطِّيه؛ فإن أرادتِ المرأة أن تسترَ وجهها عن الناس.. عقدَتِ الثوبَ على رأسها، وسَدَلَتْه على وجهها».
وقال البغوي في «شرح السنة» (9/ 23):
«وأما المرأة مع الرجل فإن كانت أجنبية حرة فجيمع بدنها عورة في حق الرجل لا يجوز له أن ينظر إلى شيء منها إلا الوجه واليدين إلى الكوعين لقوله عزوجل (ولايبدين زينتهن إلا ما ظهر منها) قيل في التفسير هو الوجه والكفان وعليه غض البصر عن النظر إلى وجهها ويديها أيضاً عند خوف الفتنة».
قال جمال الدين الأسنوي في المهمات «إنه الصواب (أي جواز النظر إلى الوجه والكفين عند أمن الفتنة وعدم الشهوة) لكون الأكثرين عليه وهو قول الرافعي».
جاء في روضة الطالبين وعمدة المفتين (6/ 15) في نظر المرأة إلى الرجل فيحرم نظره إلى عورتها مطلقا وإلى وجهها وكفيها إن خاف فتنة وإن لم يخف فوجهان قال أكثر الأصحاب ولا سيما المتقدمون لا يحرم لقول الله تعالى: ﴿وَلَا يُبْدِينَ زِينَتَهُنَّ إِلَّا مَا ظَهَرَ مِنْهَا﴾ [النور:31] وهو مفسر بالوجه والكفين لكن يكره).
وقال عنه في المجموع شرح المهذب (17/ 298): ووجه عند الشيخين نسباه إلى الأكثرين لا يحرم.
قال في المغني (7/ 78): وقال القاضي يحرم عليه النظر إلى ما عدا الوجه والكفين لأنه عورة ويباح له النظر إليها مع الكراهة إذا أمن الفتنة ونظر لغير شهوة وهذا مذهب الشافعي لقول الله تعالى: ﴿وَلَا يُبْدِينَ زِينَتَهُنَّ إِلَّا مَا ظَهَرَ مِنْهَا﴾ [النور:31] قال ابن عباس الوجه والكفين وروت عائشة أن أسماء بنت أبي بكر دخلت على رسول الله ﷺ في ثياب رقاق فأعرض عنها وقال يا أسماء إن المرأة إذا بلغت المحيض لم يصلح أن يرى منها إلا هذا وهذا وأشار إلى وجهه وكفيه رواه أبو بكر وغيره ولأنه ليس بعورة فلم يحرم النظر إليه بغير ريبة كوجه الرجل.

### الحنابلة
اختلف فقهاء الحنابلة في كون وجه المرأة عورة أو لا على قولين:
- الأول: ليس بعورة: قال المرداوي: وهو الصحيح من المذهب[58]، لكن يستحب لها تغطية وجهها في خارج الصلاة.[59]
- الثاني: أنه عورة فيما عدا الصلاة والإحرام[60]، وكلا القولين مروي عن الإمام أحمد.[58]

قال الإمام أحمدُ: «كلُّ شيءٍ من المرأة عورةٌ، حتى ظُفرها، وقال: الزينةُ الظاهرة، والثياب، وكلُّ شيءٍ منها عورة- يعنى: المرأة- حتى الظُّفر، وقال: ظُفر المرأة عورةٌ، وإذا خرجت فلا يَبين منها لا يَدُها ولا ظُفرُها ولا خُفُّها؛ فإنَّ الخفَّ يصِفُ القدمُ»
ويقول شيخُ الإسلام ابن تيمية: «اختلفت عبارةُ أصحابِنا في وجْه الحُرَّة في الصلاة؛ فقال بعضُهم: ليس بعورةٍ، وقال بعضُهم: عورةٌ وإنَّما رُخِّص في كشْفِه في الصلاة للحاجة، والتحقيق: أنَّه ليس بعورةٍ في الصَّلاة، وهو عورةٌ في باب النَّظر إذْ لم يَجُز النظر إليه».
ويقول ابن القيم: «والعورة عورتان عورة في النظر وعورة في الصلاة، فالحرة لها أن تصلي مكشوفة الوجه والكفين وليس لها أن تخرج في الأسواق ومجامع الناس كذلك».
فعندهم الصحيح من المذهب: أن الوجه ليس بعورة في الصلاة، وعليه الأصحاب حتى حكاه "القاضي" إجماعاً ووجه ما روى عن «أحمد» من أن المرأة عورة على ما عدا الوجه، أو على غير الصلاة كما قال الزركشي. وفي الكفين روايتان: إحداهما أنهما عورة، وهي المذهب الذي عليه جمهور الأصحاب، وهي الرواية التي اختارها الأكثر، والثانية: أن الكفين ليستا بعورة، وهي اختيار الشيخ "تقي الدين ابن تيمية وآخرين، وهي التي صوبها في "الإنصاف"، وصححها أيضاً شيخه في "تصحيح المحرر".
وفي القدمين كذلك قولان: المذهب الذي عليه الأصحاب أنهما عورة، واختاره الشيخ «تقي الدين» وصوبه في «الأنصاف أيضاً». وأما النظر فالذي عليه أكثر الأصحاب أنه لا يجوز للرجل النظر إلى الأجنبية قصداً وهو المذهب، ومع ذلك فقد جوز جماعة من الأصحاب نظر الرجل من الحرة الأجنبية إلى ما ليس بعورة صلاةٍ، وق جزم به «السامري» في «المستوعب» في «آدابه»، وهو ما ذكره الشيخ «تقي الدين» روايةً، وهو ما ذكره بقوله: هل يحرم النظر إلى وجه الأجنبية لغير حاجة؟ رواية عن الإمام «أحمد» يكره، ولا يحرم، وبها أخذ ابن عقيل حيث قال: لا يحرم النظر إلى وجه الأجنبية إذا أمن الفتنة ن وهو أيضاً ما ذكره القاضي حيث قال: النظر إلى العورة محرم، وإلى غير العورة مكروه.
قال العلامة ابن مفلح الحنبلي: «هل يسوغ الإنكار على النساء الأجانب إذا كشفن وجوههن في الطريق؟
ينبني (الجواب) على أن المرأة هل يجب عليها ستر وجهها أو يجب غض النظر عنها؟ وفي المسألة قولان قال القاضي عياض في حديث جرير رضي الله عنه قال: سألت رسول الله ﷺ عن نظر الفجأة؟ فأمرني أن أصرف بصري. رواه مسلم. قال العلماء رحمهم الله تعالى: وفي هذا حجة على أنه لا يجب على المرأة أن تستر وجهها في طريقها وإنما ذلك سنة مستحبة لها ويجب على الرجل غض البصر عنها في جميع الأحوال إلا لغرض شرعي. ذكره الشيخ محيي الدين النووي ولم يزد عليه».
يعني: في «شرح مسلم» قبيل (كتاب السلام) وأقرَّه.
ثم قال ابن مفلح:
«فعلى هذا هل يشرع الإنكار؟ ينبني على الإنكار في مسائل الخلاف وقد تقدم الكلام فيه فأما على قولنا وقول جماعة من الشافعية وغيرهم: إن النظر إلى الأجنبية جائز من غير شهوة ولا خلوة».
قال ابن قدامة في المغني: «فصل نظر الرجل إلى الأجنبية من غير سبب:
فأما نظر الرجل إلى الأجنبية من غير سبب، فإنه محرم إلى جميعها، في ظاهر كلام أحمد. قال أحمد: لا يأكل مع مطلقته، هو أجنبي لا يحل له أن ينظر إليها، كيف يأكل معها ينظر إلى كفها؟، لا يحل له ذلك. وقال القاضي: يحرم عليه النظر إلى ما عدا الوجه والكفين; لأنه عورة، ويباح له النظر إليها مع الكراهة إذا أمن الفتنة، ونظر لغير شهوة. وهذا مذهب الشافعي لقول الله تعالى: ﴿وَلَا يُبْدِينَ زِينَتَهُنَّ إِلَّا مَا ظَهَرَ مِنْهَا﴾ [النور:31] قال ابن عباس: الوجه والكفين وروت عائشة { أن أسماء بنت أبي بكر دخلت على رسول الله ﷺ في ثياب رقاق، فأعرض عنها، وقال: يا أسماء، إن المرأة إذا بلغت المحيض لم يصلح أن يرى منها إلا هذا وهذا وأشار إلى وجهه وكفيه } رواه أبو بكر، وغيره; ولأنه ليس بعورة، فلم يحرم النظر إليه بغير ريبة، كوجه الرجل.
وفي الآية: ﴿وَإِذَا سَأَلْتُمُوهُنَّ مَتَاعًا فَاسْأَلُوهُنَّ مِنْ وَرَاءِ حِجَابٍ﴾ [الأحزاب:53]، وفي قول النبي محمد: ( إذا كان لإحداكن مكاتب، فملك ما يؤدي، فلتحتجب منه)، وعن أم سلمة، قالت: (كنت قاعدة عند النبي ﷺ أنا وحفصة فاستأذن ابن أم مكتوم فقال النبي ﷺ احتجبن منه) حديث صحيح رواه أبو داود (وكان الفضل بن عباس رديف رسول الله ﷺ فجاءته الخثعمية تستفتيه، فجعل الفضل ينظر إليها وتنظر إليه، فصرف رسول الله ﷺ وجهه عنها)، وعن جرير بن عبد الله، قال: «سألت رسول الله ﷺ عن نظرة الفجاءة، فأمرني أن أصرف بصري»، حديث صحيح وعن علي بن أبي طالب  قال: «قال لي رسول الله ﷺ: لا تتبع النظرة النظرة، فإنما لك الأولى، وليست لك الآخرة»، رواهما أبو داود.
وفي إباحة النظر إلى المرأة إذا أراد أن يتزوجها دليل على التحريم عند عدم ذلك، إذ لو كان مباحا على الإطلاق، فما وجه التخصيص لهذه؟، وأما حديث أسماء إن صح فيحتمل أنه كان قبل نزول الحجاب، فنحمله عليه.
والعجوز التي لا يشتهى مثلها، لا بأس بالنظر إلى ما يظهر منها غالبا; لقول الله في القرآن: ((والقواعد من النساء اللاتي لا يرجون نكاحا))، قال ابن عباس، في قوله تعالى: (( قل للمؤمنين يغضوا من أبصارهم وقل للمؤمنات يغضضن من أبصارهن))، قال: فنسخ واستثنى من ذلك: ( والقواعد من النساء اللاتي لا يرجون نكاحا ) وفي معنى ذلك الشوهاء التي لا تشتهي».

### الظاهرية
فقد قال ابن حزم في المحلى: وأما المرأة فإن الله تعالى يقول: (( ولا يبدين زينتهن إلا ما ظهر منها وليضربن بخمرهن على جيوبهن ولا يبدين زينتهن إلا لبعولتهن)) - إلى قوله -: (( ولا يضربن بأرجلهن ليعلم ما يخفين من زينتهن)). فأمرهن الله تعالى بالضرب بالخمار على الجيوب، وهذا نص على ستر العورة، والعنق، والصدر. وفيه نص على إباحة كشف الوجه; لا يمكن غير ذلك أصلا، وهو قوله تعالى: (( ولا يضربن بأرجلهن ليعلم ما يخفين من زينتهن))، نص على أن الرجلين والساقين مما يخفى ولا يحل إبداؤه. وحدثنا عبد الله بن يوسف ثنا أحمد بن فتح ثنا عبد الوهاب بن عيسى ثنا أحمد بن محمد ثنا أحمد بن علي ثنا مسلم بن الحجاج ثنا عمرو الناقد ثنا عيسى بن يونس ثنا هشام عن حفصة بنت سيرين عن أم عطية قالت: (أمرنا رسول الله ﷺ أن نخرجهن في الفطر والأضحى: العواتق، والحيض، وذوات الخدور. قالت: قلت يا رسول الله، إحدانا لا يكون لها جلباب قال: لتلبسها أختها من جلبابها ). [ص: 248] قال: وهذا أمر بلبسهن الجلابيب للصلاة والجلباب في لغة العرب التي خاطبنا بها رسول الله ﷺ هو ما غطى جميع الجسم، لا بعضه فصح ما قلنا نصا حدثناعبد الرحمن بن عبد الله بن خالد ثنا إبراهيم بن أحمد ثنا الفربري ثنا البخاري ثنا مسدد ثنا يحيى هو ابن سعيد القطان - عن سفيان الثوري - أخبرني عبد الرحمن بن عابس قال: ( سمعت ابن عباس يذكر أنه شهد العيد مع رسول الله ﷺ: وأنه  خطب بعد أن صلى، ثم أتى النساء ومعه بلال; فوعظهن وذكرهن، وأمرهن أن يتصدقن، فرأيتهن يهوين بأيديهن يقذفنه في ثوب بلال). فهذا ابن عباس بحضرة رسول الله ﷺ رأى أيديهن; فصح أن اليد من المرأة، والوجه: ليسا عورة، وما عداهما; ففرض عليها ستره. حدثنا عبد الله بن ربيع ثنا محمد بن معاوية ثنا أحمد بن شعيب ثنا سليمان بن سيف ثنا يعقوب بن إبراهيم بن سعد بن إبراهيم بن عبد الرحمن بن عوف ثنا أبي عن صالح بن كيسان عن ابن شهاب: أن سليمان بن يسار أخبره أن ابن عباس أخبره ( أن امرأة من خثعم استفتت رسول الله ﷺ في حجة الوداع)، والفضل بن عباس رديف رسول الله ﷺ " وذكر الحديث. وفيه " فأخذ الفضل يلتفت إليها، وكانت امرأة حسناء، وأخذ رسول الله ﷺ يحول وجه الفضل من الشق الآخر ". فلو كان الوجه عورة يلزم ستره لما أقرها على كشفه بحضرة الناس، ولأمرها أن تسبل عليه من فوق، ولو كان وجهها مغطى ما عرف ابن عباس أحسناء هي أم شوهاء فصح كل ما قلناه يقينا والحمد لله كثيرا. وأما الفرق بين الحرة والأمة فدين الله تعالى واحد، والخلقة والطبيعة واحدة، كل [ ص: 249 ] ذلك في الحرائر والإماء سواء، حتى يأتي نص في الفرق بينهما في شيء فيوقف عنده، فإن قيل: إن قول الله تعالى: { ولا يبدين زينتهن إلا لبعولتهن أو آبائهن }: يدل على أنه تعالى أراد الحرائر فقلنا: هذا هو الكذب بلا شك; لأن البعل في لغة العرب: السيد، والزوج، وأيضا فالأمة قد تتزوج; وما علمنا قط أن الإماء لا يكون لهن: أبناء، وآباء، وأخوال، وأعمام، كما للحرائر، وقد ذهب بعض من وهل في قول الله تعالى: { يدنين عليهن من جلابيبهن ذلك أدنى أن يعرفن فلا يؤذين } إلى أنه إنما أمر الله تعالى بذلك لأن الفساق كانوا يتعرضون للنساء للفسق ; فأمر الحرائر بأن يلبسن الجلابيب ليعرف الفساق أنهن حرائر فلا يعترضوهن. قال علي: ونحن نبرأ من هذا التفسير الفاسد، الذي هو: إما زلة عالم ووهلة فاضل عاقل; أو افتراء كاذب فاسق; لأن فيه أن الله تعالى أطلق الفساق على أعراض إماء المسلمين، وهذه مصيبة الأبد، وما اختلف اثنان من أهل الإسلام في أن تحريم الزنى بالحرة كتحريمه بالأمة; وأن الحد على الزاني بالحرة كالحد على الزاني بالأمة ولا فرق، وإن تعرض الحرة في التحريم كتعرض الأمة ولا فرق، ولهذا وشبهه وجب أن لا يقبل قول أحد بعد رسول الله ﷺ إلا بأن يسنده إليه.

### مذاهب علماء آخرين
قال الشوكاني في نيل الأوطار (6/ 245) (بعد ذكر حديث أسماء) وهذا فيه دليل لمن قال إنه يجوز نظر الأجنبية قال بن رسلان وهذا عند أمن الفتنة مما تدعو الشهوة إليه من جماع أو ما دونه أما عند خوف الفتنة فظاهر إطلاق الآية والحديث عدم اشتراط الحاجة ويدل على تقييده بالحاجة اتفاق المسلمين على منع النساء أن يخرجن سافرات الوجوه لا سيما عند كثرة الفساق وحكى القاضي عياض عن العلماء المسلمون أنه لا يلزمها ستر وجهها في طريقها وعلى الرجال غض البصر للآية.
وقال أيضا في نيل الأوطار (6/ 243) ومن جملة ما استدلوا به (أي الذين قالوا بحرمة النظر مطلقا) حديث بن عباس عند البخاري أن النبي ﷺ أردف الفضل بن العباس يوم النحر خلفه وفيه قصة المرأة الوضيئة الخثعمية فطفق الفضل ينظر إليها فأخذ النبي ﷺ بذقن الفضل فحول وجهه عن النظر إليها وأجيب بأن النبي ﷺ إنما فعل ذلك لمخافة الفتنة لما أخرجه الترمذي وصححه من حديث علي وفيه فقال العباس لويت عنق بن عمك فقال رأيت شابا وشابة فلم آمن عليهما الفتنة وقد استنبط منه ابن القطان جواز النظر عند أمن الفتنة حيث لم يأمرها بتغطية وجهها فلو لم يفهم العباس أن النظر جائز ما سأل ولو لم يكن ما فهمه جائزا ما أقره عليه وهذا الحديث أيضا يصلح للاستدلال به على اختصاص آية الحجاب السابقة بزوجات النبي ﷺ لأن قصة الفضل في حجة الوداع وآية الحجاب في نكاح زينب في السنة الخامسة من الهجرة كما تقدم.
وقال أيضا: وقال في الكشاف (أي الزمخشري) الزينة ما تزينت به المرأة من حلي أو كحل أو خضاب فما كان ظاهرا منها كالخاتم والفتخة والكحل والخضاب فلا بأس بإبدائه للأجانب وما خفي منها كالسوار والخلخال والدملج والقلادة والإكليل والوشاح والقرط فلا تبديه إلا لهؤلاء المذكورين.
ثم قال: والحاصل أن المرأة تبدي من مواضع الزينة ما تدعو الحاجة إليه عند مزاولة الأشياء والبيع والشراء والشهادة فيكون ذلك مستثنى من عموم النهي عن إبداء مواضع الزينة وهذا على فرض عدم ورود تفسير مرفوع وسيأتي في الباب الذي بعد هذا ما يدل على أن الوجه والكفين مما يستثني (يقصد حديث أسماء).

## آراء المفسرين
- تفسير مجاهد/ مجاهد بن جبر التابعي المكي القرشي المخزومي (المتوفى: 104هـ)

أَنا عبد الرحمن، قال: نا إِبراهيم، قال نا آدم، قال: ثنا عقبة الأَصم عن عطاءِ بن أَبي رباح، عن عائشة أُم المؤمنين: { إِلاَّ مَا ظَهَرَ مِنْهَا } [النور: 31]. قالت: ما ظهر منها الوجه والكفين.
- تفسير مقاتل بن سليمان (المتوفى: 150هـ)

{ قُلْ لِّلْمُؤْمِنِينَ يَغُضُّواْ } يخفضوا { مِنْ أَبْصَارِهِمْ } ومن هاهنا صلة، يعنى يحفظوا أبصارهم كلها عما لا يحل النظر إليه، { وَيَحْفَظُواْ فُرُوجَهُمْ } عن الفواحش { ذٰلِكَ } الغض للبصر، والحفظ للفرج { أَزْكَىٰ لَهُمْ } يعنى خيراً لهم، من أن لا يغضوا الأبصار، ولا يحفظوا الفروج، ثم قال عز وجل: { إِنَّ ٱللَّهَ خَبِيرٌ بِمَا يَصْنَعُونَ } [آية: 30] في الأبصار والفروج، نزلت هذه الآية والتي بعدها في أسماء بنت مرشد كان لها في بنى حارثة نخل يسمى الوعل، فجعلت النساء يدخلنه غير متواريات، يظهرن ما على صدورهن وأرجلهن وأشعارهن، فقالت أسماء: ما أقبح هذا.
فأنزل الله عز وجل: { وَقُل لِّلْمُؤْمِنَاتِ يَغْضُضْنَ مِنْ أَبْصَارِهِنَّ وَيَحْفَظْنَ فُرُوجَهُنَّ وَلاَ يُبْدِينَ زِينَتَهُنَّ إِلاَّ مَا ظَهَرَ مِنْهَا } يعنى الوجه والكفين وموضع السوارين { وَلْيَضْرِبْنَ بِخُمُرِهِنَّ عَلَىٰ جُيُوبِهِنَّ } يعنى على صدورهن { وَلاَ يُبْدِينَ زِينَتَهُنَّ } يعنى عز وجل ولا يضعن الجلباب { إِلاَّ لِبُعُولَتِهِنَّ } يعنى أزواجهن { أَوْ آبَآئِهِنَّ أَوْ آبَآءِ بُعُولَتِهِنَّ أَوْ أَبْنَآئِهِنَّ أَوْ أَبْنَآءِ بُعُولَتِهِنَّ أَوْ إِخْوَانِهِنَّ أَوْ بَنِيۤ إِخْوَانِهِنَّ أَوْ بَنِي أَخَوَاتِهِنَّ }.
ثم قال: { أَوْ نِسَآئِهِنَّ } يعنى نساء المؤمنات كلهن { أَوْ مَا مَلَكَتْ أَيْمَانُهُنَّ } من العبيد { أَوِ ٱلتَّابِعِينَ } وهو الرجل يتبع الرجل فيكون معه من غير عبيده، من { غَيْرِ أُوْلِي ٱلإِرْبَةِ مِنَ ٱلرِّجَالِ } يقول: من لا حاجة له في النساء: الشيخ الهرم، والعنين، والخصى، والعجوب، ونحوه، ثم قال سبحانه: { أَوِ ٱلطِّفْلِ } يعنى الغلمان الصغار { ٱلَّذِينَ لَمْ يَظْهَرُواْ عَلَىٰ عَوْرَاتِ ٱلنِّسَآءِ } لا يدرون ما النساء من الصغر، فلا بأس بالمرأة أن تضع الجلباب عند هؤلاء المسمين في هذه الآية، ثم قال تعالى: { وَلاَ يَضْرِبْنَ بِأَرْجُلِهِنَّ } يقول: ولا يحركن أرجلهن { لِيُعْلَمَ مَا يُخْفِينَ مِن زِينَتِهِنَّ } يعنى الخلخال، وذلك أن المرأة يكون في رجلها خلخال فتحرك رجلها عمداً ليسمع صوت الجلاجل، فذلك قوله عز وجل: { وَلاَ يَضْرِبْنَ بِأَرْجُلهِنَّ } { وَتُوبُوۤاْ إِلَى ٱللَّهِ جَمِيعاً } من الذنوب التي أصابوها مما في هذه السورة { أَيُّهَا ٱلْمُؤْمِنُونَ } مما نهى عنه عز وجل من أول هذه السورة إلى هذه الآية { لَعَلَّكُمْ } يعنى لكى { تُفْلِحُونَ } [آية: 31].
- تفسير الجلالين/ جلال الدين المحلي وجلال الدين السيوطي

{ وقل للمؤمنات يغضضن من أبصارهنّ } عما لا يحل لهنّ نظره { ويحفظن فروجهنَّ } عما لا يحل لهنَّ فعله بها { ولا يبدين } يُظهرن { زينتهن إلا ما ظهر منها } وهو الوجه والكفان فيجوز نظره لأجني إن لم يخف فتنة في أحد وجهين، والثاني يحرم لأنه مظنة الفتنة، ورجح حسما للباب { وليضرين بخمرهنَّ على جيوبهنَّ } أي يسترن الرؤوس والأعناق والصدور بالمقانع { ولا يبدين زينتهنّ } الخفية، وهي ما عدا الوجه والكفين { إلا لبعولتهن } جمع بعل: أي زوج { أو آبائهن أو آباء بعولتهن أو أبنائهن أو أبناء بعولتهن أو إخواتهن أو بني إخوانهن أو بني أخوانهن أو نسائهن أو ما ملكت أيمانهن } فيجوز لهم نظره إلا ما بين السرة والركبة فيحرم نظره لغير الأزواج وخرج بنسائهن الكافرات فلا يجوز للمسلمات الكشف لهنَّ وشمل ما ملكت أيمانهنَّ العبيد { أو التابعين } في فضول الطعام { غير } بالجر صفة والنصب استثناء { أولي الإربة } أصحاب الحاجة إلى النساء { من الرجال } بأن لم ينتشر ذكر كل { أو الطفل } بمعنى الأطفال { الذين لم يظهروا } يطلعوا { على عورات النساء } للجماع فيجوز أن يبدين لهم ما عدا ما بين السرة والركبة { ولا يضربن بأرجلهن ليعلم ما يخفين من زينتهن } من خلخال يتقعقع { وتوبوا إلى الله جميعا أيها المؤمنون } مما وقع لكم من النظر الممنوع منه ومن غيره { لعلكم تفلحون } تنجون من ذلك لقبول التوبة منه وفي الآية تغليب الذكور على الإناث.
- تفسير المنتخب في تفسير القرآن الكريم/ لجنة من علماء الأزهر

قل أيضاً - يا أيها النبى - للمؤمنات: إنهن مأمورات بكف نظرهن عما يحرم النظر إليه، وأن يَصُنَّ فروجهن بالستر وعدم الاتصال غير المشروع، وألا يُظهرن للرجال ما يغريهم من المحاسن الخلقية والزينة كالصدر والعضد والقلادة، إلا ما يظهر من غير إظهار كالوجه واليد، واطلب منهن - يا أيها النبى - أن يسترن المواضع التي تبدو من فتحات الملابس، كالعنق والصدر، وذلك بأن يسترن عليها أغطية رؤوسهن، وألا يسمحن بظهور محاسنهن، إلا لأزواجهن والأقارب الذين يحرم عليهم التزوج منهن تحريماً مؤبداً كآبائهن أو آباء أزواجهن، أو أبنائهن أو أبناء أزواجهن من غيرهن، أو إخوانهن أو أبناء إخوانهن، ومثل هؤلاء صواحبهن، وسواء منهن الحرائر والمملوكات، والرجال الذين يعيشون معهن، ولا يوجد عندهم الحاجة والميل للنساء كالطاعنين في السن، وكذلك الأطفال الذين لم يبلْغوا حد الشهوة، واطلب منهن أيضاً ألا يفعلن شيئاً يلفت أنظار الرجال إلى ما خفى من الزينة، وذلك كالضرب في الأرض بأرجلهن، ليسمع صوت خلاخيلهن المستترة بالثياب، وتوبوا إلى الله جميعاً - أيها المؤمنون - فيما خالفتم فيه أمر الله، والتزموا آداب الدين لتسعدوا في دنياكم وأخراكم.
- تفسير تيسير التفسير/ إبراهيم القطان

وبعد أن أمر المؤمنين بغضّ أبصارهم - أمر المؤمنات كذلك. فقل يا أيها النبي للمؤمنات: عليهنّ ان يحفظن أبصارهن فلا ينظرن إلى المحرَّم من الرجال. ويحفظن انفسَهن من الوقوع في الزنا وفتنة الغير. وذلك بستر أجسامهن ما عدا الوجه والكفّين. وهذا معنى قوله تعالى: { وَلاَ يُبْدِينَ زِينَتَهُنَّ إِلاَّ مَا ظَهَرَ مِنْهَا }.
ولما نهى عن إبداء الزينة أرشدَ إلى إخفاء بعض مواضعها فقال:
{ وَلْيَضْرِبْنَ بِخُمُرِهِنَّ عَلَىٰ جُيُوبِهِنَّ }
وليضعن الخمارَ على رؤوسهن ليَسْتُرْنَ بذلك شعورهن وأعناقهن وصدورهن.
{ وَلاَ يُبْدِينَ زِينَتَهُنَّ إِلاَّ لِبُعُولَتِهِنَّ.... }
لا يحلُّ لهنّ ان يُظهرن شيئا من اجسامهن الا لأزواجهن والاقارب الذين يحرُم عليهن التزوج منهم تحريماً مؤبدا مثل آبائهن أو آباء أزواجهن، أو أبنائهن، أو أبناء أزواجهن من زوجات سابقات، أو إخوانهن أو أبناء اخوانهن أو ما ملكت ايمانهن من الأرقاء، أو من يشتغل عندهن من المسنّين الذي ماتت شهواتهم والاطفال الذين لم يبلغوا سن البلوغ.
ثم نهى الله عن إظهار وسوسة الحليّ وما يثير الشهوة فقال:
{ وَلاَ يَضْرِبْنَ بِأَرْجُلِهِنَّ لِيُعْلَمَ مَا يُخْفِينَ مِن زِينَتِهِنَّ }
اطلبْ منهن أيها الرسول ان لا يفعلن شيئا يجلب أنظار الرجال إلى ما خَفِيَ من الزينة، وكل ما يثير الفتنةَ من المشي غير المعتاد.
{ وَتُوبُوۤاْ إِلَى ٱللَّهِ جَمِيعاً أَيُّهَ ٱلْمُؤْمِنُونَ لَعَلَّكُمْ تُفْلِحُون }
ارجعوا إلى الله وإلى طاعته فيما أمركم به ونهاكم عنه من عاداتِ الجاهلية، والتزِموا آدابَ هذا الدين القويم لتسعدوا في دنياكم وأخراكم.
- تفسير الهداية إلى بلوغ النهاية/ مكي بن أبي طالب (المتوفى: 437 هـ)

ثم قال: { وَلاَ يُبْدِينَ زِينَتَهُنَّ إِلاَّ مَا ظَهَرَ مِنْهَا }، أي ولا يظهرن لمن ليس بذي محرم زينتهن في بيوتهن، كالخلخال، والسوارين، والقُرْطِ، والقلادة.
ثم قال: { إِلاَّ مَا ظَهَرَ مِنْهَا }.
قال ابن مسعود: هي زينة الثياب، وكذلك قال النخعي، والحسن.
وقال ابن عباس: هو الكحل، والخاتم.
وقال ابن جبير: هو الوجه والكف.
وقال عطاء: الكفان والوجه.
وقال قتادة: الكحل، والسوار، والخاتم.
وعن ابن عباس أنه قال: الزينة الظاهرة الوجه، وكحل العين، وخضاب الكف، والخاتم، قال: فهذا ما تظهر في بيتها لمن دخل عليها من الناس.
وقالت عائشة : هو القُلْبُ والفَتْحَة، يعني السوار والخاتم.
وقيل: الفتحة حَلَقٌ من فضة، تجعلها النساء في أصابعهن.
وقول من قال: هو الوجه والكفان أحسنها، لأن العلماء قد أجمعوا أن للمرأة أن تكشف وجهها، وكفيها في صلاتها، وأن عليها أن تستر ما عدا ذلك.
وقد روي عن النبي ﷺ: أنه أباح لها أن تبدي من ذراعيها إلى قرب النصف، فالكحل، والخاتم، والخضاب، والبنان داخل تحت هذا، فإذا كان لها ذلك مباحاً في الصلاة علم أنها ليس بعورة، وإذا لم يكن عورة جاز لها إظهاره، كما أن ما ليس بعورة من الرجل جائز له إظهاره، فيكون هذا مما استثناه الله جل ذكره.
ثم قال تعالى: { وَلْيَضْرِبْنَ بِخُمُرِهِنَّ عَلَىٰ جُيُوبِهِنَّ }، أي وليلقين خمرهن، وهو جمع خمار على جيوبهن، ليسترن شعورهن وأعناقهن.
- تفسير البحر المديد في تفسير القرآن المجيد/ أحمد بن عجيبة

{ ولا يُبدينَ زينتَهُن }؛ كالحُلي، والكحل، والخِصاب، والمراد بالزينة: مَوَاضِعُها، فلا يحل للمرأة أن تظهر مواضع الزينة، كانت مُتَحَلِّيَةً بها أم لا، وهي: الرأس، والأُذن، والعنق، والصدر، والعضدان، والذراع، والساق. والزينة هي: الإكليل، والقرط، والقلادة، والوِشاح، والدملج، والسوار والخلخال.
{ إلا ما ظهرَ منها }؛ إلا ما جرت العادة بإظهارها، وهو الوجه والكفان، إلا لخوف الفتنة، زاد أبو حنيفة: والقدمين، ففي ستر هذه حرج؛ فإن المرأة لا تجد بُدّاً من مزاولة الأشياء بيديها، ومن الحاجة إلى كشف وجهها، خصوصاً في الشهادة والمحاكمة والنكاح، وتضطر إلى المشي في الطرقات، وظهور قدميها، ولا سيما الفقيرات منهن. قاله النسفي.
{ وليَضْرِبْنَ بخُمُرِهنَّ على جُيُوبهنَّ } أي: وَلْيَضَعْنَ خُمُرَهنَّ، جمع خمار، وهو ما يستر الرأس، { على جيوبهن }، وهو شَقُّ القميص من ناحية الصدر، وكانت النساء على عادة الجاهلية يَسْدِلْنَ خُمُرَهُنَّ مِنْ خَلْفِهِنَّ، فتبدو نحورُهن وقلائدهُن من جيوبهن، وكانت واسعةً، يبدو منها صدورهن وما حواليها، فأُمِرْنَ بإسدال خُمُرِهن على جيوبهن؛ ستراً لما يبدو منها. وقد ضمَّنَ الضَّرْبَ معنى الإلقاء والوضع، فَعُدِّيَ بعلى.
{ ولا يُبدين زينتهنَّ } أي: مواضع الزينة الباطنة؛ كالصدر، والرأس، ونحوهما، كرره: ليستثني منه ما رخص فيه، وهو قوله: { إلا لِبُعُولَتِهِنَّ }؛ لأزواجهن، فإنهم المقصودون بالزينة. ولهم أن ينظروا إلى جميع بدنهن حتى الفرج،...
- تفسير أنوار التنزيل وأسرار التأويل/ البيضاوي

{ وَقُل لّلْمُؤْمِنَـٰتِ يَغْضُضْنَ مِنْ أَبْصَـٰرِهِنَّ } فلا ينظرن إلى ما لا يحل لهن النظر إليه من الرجال. { وَيَحْفَظْنَ فُرُوجَهُنَّ } بالتستر أو التحفظ عن الزنا، وتقديم الغض لأن النظر بريد الزنا. { وَلاَ يُبْدِينَ زِينَتَهُنَّ } كالحلي والثياب والأصباغ فضلاً عن مواضعها لمن لا يحل أن تبدى له. { إِلاَّ مَا ظَهَرَ مِنْهَا } عند مزاولة الأشياء كالثياب والخاتم فإن في سترها حرجاً، وقيل المراد بالزينة مواضعها على حذف المضاف أو ما يعم المحاسن الخلقية والتزيينية، والمستثنى هو الوجه والكفان لأنها ليست بعورة والأظهر أن هذا في الصلاة لا في النظر فإن كل بدن الحرة عورة لا يحل لغير الزوج والمحرم النظر إلى شيء منها إلا لضرورة كالمعالجة وتَحَمُّلِ الشهادة. { وَلْيَضْرِبْنَ بِخُمُرِهِنَّ عَلَىٰ جُيُوبِهِنَّ } ستراً لأعناقهن. وقرأ نافع وعاصم وأبو عمرو وهشام بضم الجيم. { وَلاَ يُبْدِينَ زِينَتَهُنَّ } كرره لبيان من يحل له الإِبداء ومن لا يحل له. { إِلاَّ لِبُعُولَتِهِنَّ } فإنهم المقصودون بالزينة ولهم أن ينظروا إلى جميع بدنهن حتى الفرج بكره. { أَوْ ءَابَآئِهِنَّ أَوْ ءَابَآءِ بُعُولَتِهِنَّ أَوْ أَبْنَائِهِنَّ أَوْ أَبْنَاء بُعُولَتِهِنَّ أَوْ إِخْوَانِهِنَّ أَوْ بَنِى إِخْوَانِهِنَّ أَوْ بَنِى أَخَوٰتِهِنَّ } لكثرة مداخلتهم عليهن واحتياجهن إلى مداخلتهم وقلة توقع الفتنة من قبلهم لما في الطباع من النفرة عن مماسة القرائب، ولهم أن ينظروا منهن ما يبدو عند المهنة والخدمة وإنما لم يذكر الأعمام والأخوال لأنهم في معنى الإِخوان لا يتحرجن عن وصفهن للرجال أو النساء كلهن، وللعلماء في ذلك خلاف.
- تفسير القرآن العظيم/ ابن كثير

وقوله تعالى: { وَلاَ يُبْدِينَ زِينَتَهُنَّ إِلاَّ مَا ظَهَرَ مِنْهَا } أي: لا يظهرن شيئاً من الزينة للأجانب، إلا ما لا يمكن إخفاؤه. قال ابن مسعود: كالرداء والثياب، يعني: على ما كان يتعاناه نساء العرب من المقنعة التي تجلل ثيابها، وما يبدو من أسافل الثياب. فلا حرج عليها فيه؛ لأن هذا لا يمكنها إخفاؤه، ونظيره في زي النساء ما يظهر من إزارها، وما لايمكن إخفاؤه. وقال بقول ابن مسعود الحسن وابن سيرين وأبو الجوزاء وإبراهيم النخعي وغيرهم.
وقال الأعمش عن سعيد بن جبير عن ابن عباس: { وَلاَ يُبْدِينَ زِينَتَهُنَّ إِلاَّ مَا ظَهَرَ مِنْهَا } قال: وجهها وكفيها والخاتم.
وروي عن ابن عمر وعطاء وعكرمة وسعيد بن جبير وأبي الشعثاء والضحاك وإبراهيم النخعي وغيرهم نحو ذلك، وهذا يحتمل أن يكون تفسيراً للزينة التي نهين عن إبدائها، كما قال أبو إسحاق السبيعي عن أبي الأحوص عن عبد الله قال: في قوله: { وَلاَ يُبْدِينَ زِينَتَهُنَّ } الزينة: القرط والدملج والخلخال والقلادة. وفي رواية عنه بهذا الإسناد قال: الزينة زينتان: فزينة لا يراها إلا الزوج: الخاتم والسوار، وزينة يراها الأجانب وهي الظاهر من الثياب. وقال الزهري: لا يبدين لهؤلاء الذين سمى الله ممن لا تحل له إلا الأسورة والأخمرة والأقرطة من غير حسر، وأما عامة الناس فلا يبدين منها إلا الخواتم.
وقال مالك عن الزهري: { إِلاَّ مَا ظَهَرَ مِنْهَا }: الخاتم والخلخال. ويحتمل أن ابن عباس ومن تابعه أرادوا تفسير ماظهر منها بالوجه والكفين، وهذا هو المشهور عند الجمهور، ويستأنس له بالحديث الذي رواه أبو داود في سننه: حدثنا يعقوب بن كعب الأنطاكي ومؤمل بن الفضل الحراني قالا: حدثنا الوليد عن سعيد بن بشير عن قتادة عن خالد بن دريك عن عائشة : أن أسماء بنت أبي بكر دخلت على النبي ﷺ وعليها ثياب رقاق، فأعرض عنها، وقال: «يا أسماء إن المرأة إذا بلغت المحيض، لم يصلح أن يرى منها إلا هذا» وأشار إلى وجهه وكفيه، لكن قال أبو داود وأبو حاتم الرازي: هذا مرسل؛ خالد بن دريك لم يسمع من عائشة ، والله أعلم.
وقوله تعالى: { وَلْيَضْرِبْنَ بِخُمُرِهِنَّ عَلَىٰ جُيُوبِهِنَّ } يعني: المقانع يعمل لها صنفات ضاربات على صدورهن؛ لتواري ما تحتها من صدرها وترائبها؛ ليخالفن شعار نساء أهل الجاهلية؛ فإنهن لم يكن يفعلن ذلك، بل كانت المرأة منهن تمر بين الرجال مسفحة بصدرها، لا يواريه شيء، وربما أظهرت عنقها وذوائب شعرها وأقرطة آذانها، فأمر الله المؤمنات أن يستترن في هيئاتهن وأحوالهن؛ كما قال تعالى:
{ يٰأَيُّهَا ٱلنَّبِيُّ قُل لأَزْوَاجِكَ وَبَنَاتِكَ وَنِسَآءِ ٱلْمُؤْمِنِينَ يُدْنِينَ عَلَيْهِنَّ مِن جَلاَبِيبِهِنَّ ذٰلِكَ أَدْنَىٰ أَن يُعْرَفْنَ فَلاَ يُؤْذَيْنَ }
[الأحزاب: 59] وقال في هذه الآية الكريمة: { وَلْيَضْرِبْنَ بِخُمُرِهِنَّ عَلَىٰ جُيُوبِهِنَّ } والخمر جمع خمار، وهو ما يخمر به، أي: يغطى به الرأس، وهي التي تسميها الناس المقانع.
قال سعيد بن جبير: { وَلْيَضْرِبْنَ }: وليشددن { بِخُمُرِهِنَّ عَلَىٰ جُيُوبِهِنَّ } يعني: على النحر والصدر، فلا يرى منه شيء. وقال البخاري: حدثنا أحمد بن شبيب، حدثنا أبي عن يونس عن ابن شهاب عن عروة عن عائشة  قالت: يرحم الله نساء المهاجرات الأول، لما أنزل الله: { وَلْيَضْرِبْنَ بِخُمُرِهِنَّ عَلَىٰ جُيُوبِهِنَّ } شققن مروطهن، فاختمرن بها. وقال أيضاً: حدثنا أبو نعيم، حدثنا إبراهيم بن نافع عن الحسن بن مسلم عن صفية بنت شيبة: أن عائشة  كانت تقول: لما نزلت هذه الآية: { وَلْيَضْرِبْنَ بِخُمُرِهِنَّ عَلَىٰ جُيُوبِهِنَّ } أخذن أزرهن، فشققنها من قبل الحواشي، فاختمرن بها.
- تفسير معالم التنزيل/ البغوي

قوله عزّ وجلّ: { وَقُل لِّلْمُؤْمِنَـٰتِ يَغْضُضْنَ مِنْ أَبْصَـٰرِهِنَّ } عمّا لا يحل، { وَيَحْفَظْنَ فُرُوجَهُنَّ }، عمن لا يحل. وقيل أيضاً: «يحفظن فروجهن» يعني: يسترنها حتى لا يراها أحد. وروي عن " أم سلمة أنها كانت عند رسول الله ﷺ وميمونة إذ أقبل ابن أم مكتوم فدخل عليه، وذلك بعدما أُمرنا بالحجاب، فقال رسول الله رسول الله ﷺ: احتجبا منه، فقلت: يا رسول الله أليس هو أعمىً لا يُبْصِرُنا؟ فقال رسول الله صلى لله عليه وسلم: أَفَعَمْيَأوَان أنتما، ألستما تبصرانه؟ ". قوله تعالى: { وَلاَ يُبْدِينَ زِينَتَهُنَّ }، يعني لا يظهرن زينتهن لغير محرم، وأراد بها الزينة الخفية وهما زينتان خفية وظاهر، فالخفية مثل الخلخال، والخضاب في الرجل، والسوار في المعصم، والقرط والقلائد، فلاة يجوز لها إظهارها، ولا للأجنبي النظر إليها، والمراد من الزينة موضع الزينة.
قوله تعالى: { إِلاَّ مَا ظَهَرَ مِنْهَا }، أراد به الزينة الظاهرة.
واختلف أهل العلم في هذه الزينة الظاهرة التي استثناها الله تعالى: قال سعيد بن جبير والضحاك والأوزاعي: هو الوجه والكفان. وقال ابن مسعود: هي الثياب بدليل قوله تعالى:
{ خُذُواْ زِينَتَكُمْ عِندَ كُلِّ مَسْجِدٍ }
[الأعراف: 31]، وأراد بها الثياب. وقال الحسن: الوجه والثياب. وقال ابن عباس: الكحل والخاتم والخضاب في الكف.
فما كان من الزينة الظاهرة جاز للرجل الأجنبي النظر إليه إذا لم يخف فتنة وشهوة، فإن خاف شيئاً منها غض البصر، وإنما رُخص في هذا القدر أن تبديه المرأة من بدنها لأنه ليس بعورة وتؤمر بكشفه في الصلاة، وسائر بدنها عورة يلزمها ستره.
قوله عزّ وجلّ: { وَلْيَضْرِبْنَ بِخُمُرِهِنَّ }، أي: ليلقين بمقانعهن، { عَلَىٰ جُيُوبِهِنَّ }، وصدورهنّ ليسترن بذلك شعورهنّ وصدورهنّ وأعناقهن وقراطهن. قالت عائشة: رحم الله نساء المهاجرات الأول لما أنزل الله عزّ وجلّ: { وَلْيَضْرِبْنَ بِخُمُرِهِنَّ عَلَىٰ جُيُوبِهِنَّ } شققن مروطهنّ فاختمرن بها.
{ وَلاَ يُبْدِينَ زِينَتَهُنَّ } يعني: الزينة الخفية التي لم يبح لهن كشفها في الصلاة ولا للأجانب وهو ما عدا الوجه والكفين { إِلاَّ لِبُعُولَتِهِنَّ }، قال ابن عباس ومقاتل: يعني لا يضعن الجلباب ولا الخمار إلا لبعولتهن، أي إلا لأزواجهن، { أَوْ ءَابَآئِهِنَّ أَوْ ءَابَآءِ بُعُولَتِهِنَّ أَوْ أَبْنَآئِهِنَّ أَوْ أَبْنَآءِ بُعُولَتِهِنَّ أَوْ إِخْوَانِهِنَّ أَوْ بَنِىۤ إِخْوَانِهِنَّ أَوْ بَنِى أَخَوَٰتِهِنَّ }، فيجوز لهؤلاء أن ينظروا إلى الزينة الباطنة، ولا ينظرون إلى ما بين السرة والركبة، ويجوز للزوج أن ينظر إلى جميع بدنها غير أنه يكره له النظر إلى فرجها.
قوله تعالى: { أَوْ نِسَآئِهِنَّ } أراد أنه يجوز للمرأة أن تنظر إلى بدن المرأة إلاّ ما بين السرة والركبة كالرجل المحرم، هذا إذا كانت المرأة مسلمة، فإن كانت كافرة فهل يجوز للمسلمة أن تنكشف لها؟ اختلف أهل العلم فيه، فقال بعضهم: يجوز كما يجوز أن تنكشف للمرأة المسلمة لأنها من جملة النساء، وقال بعضهم: لا يجوز لأن الله تعالى قال: { أَوْ نِسَآئِهِنَّ } والكافرة ليست من نسائنا ولأنها أجنبية في الدين، كانت أبعد من الرجل الأجنبي. كتب عمر بن الخطاب إلى أبي عبيدة بن الجراح أن يمنع نساء أهل الكتاب أن يدخلن الحمام مع المسلمات.
- تفسير الكشاف/ الزمخشري

الزينة: ما تزينت به المرأة من حلي أو كحل أو خضاب، فما كان ظاهراً منها كالخاتم والفتخة والكحل والخضاب، فلا بأس بإبدائه للأجانب، وما خفي منها كالسوار والخلخال والدملج والقلادة والإكليل والوشاح والقرط، فلا تبديه إلاّ لهؤلاء المذكورين. وذكر الزينة دون مواقعها: للمبالغة في الأمر بالتصوّن والتستر، لأنّ هذا الزين واقعة على مواضع من الجسد لا يحل النظر إليها لغير هؤلاء، وهي الذراع والساق والعضد والعنق والرأس والصدر والأذن، فنهى عن إبداء الزين نفسها. ليعلم أنّ النظر إذا لم يحل إليها لملابستها تلك المواقع - بدليل أن النظر إليها غير ملابسة لها لا مقال في حله - كان النظر إلى المواقع أنفسها متمكناً في الحظر، ثابت القدم في الحرمة، شاهداً على أن النساء حقهنّ أن يحتطن في سترها ويتقين الله في الكشف عنها. فإن قلت: ما تقول في القراميل، هل يحلّ نظر هؤلاء إليها؟ قلت: نعم. فإن قلت: أليس موقعها الظهر ولا يحل لهم النظر إلى ظهرها وبطنها، وربما ورد الشعر فوقعت القراميل على ما يحاذي ما تحت السرة؟ قلت: الأمر كما قلت، ولكن أمر القراميل خلاف أمر سائر الحلي، لأنه لا يقع إلاّ فوق اللباس، ويجوز النظر إلى الثوب الواقع على الظهر والبطن للأجانب فضلاً عن هؤلاء. إلاّ إذا كان يصف لرقته فلا يحل النظر إليه، فلا يحلّ النظر إلى القراميل واقعة عليه. فإن قلت: ما المراد بموقع الزينة؟ ذلك العضو كله، أم المقدار الذي تلابسه الزينة منه؟ قلت: الصحيح أنه العضو كله كما فسرت مواقع الزينة الخفية، وكذلك مواقع الزينة الظاهرة: الوجه موقع الكحل في عينيه، والخضاب بالوسمة في حاجبيه وشاربيه، والغمرة في خديه، والكف والقدم موقعا الخاتم والفتخة والخضاب بالحناء. فإن قلت: لم سومح مطلقاً في الزينة الظاهرة؟ قلت: لأن سترها فيه حرج فإن المرأة لا تجد بدّاً من مزاولة الأشياء بيديها، ومن الحاجة إلى كشف وجهها، خصوصاً في الشهادة والمحاكمة والنكاح، وتضطر إلى المشي في الطرقات وظهور قدميها، وخاصة الفقيرات منهنّ، وهذا معنى قوله: { إِلاَّ مَا ظَهَرَ مِنْهَا } يعني إلاّ ما جرت العادة والجبلة على ظهوره والأصل فيه الظهور، وإنما سومح في الزينة الخفية، أولئك المذكورون لما كانوا مختصين به من الحاجة المضطرة إلى مداخلتهم ومخالطتهم، ولقلة توقع الفتنة من جهاتهم، ولما في الطباع من النفرة عن مماسة القرائب، وتحتاج المرأة إلى صحبتهم في الأسفار للنزول والركوب وغير ذلك.
كانت جيوبهنّ واسعة تبدو منها نحورهن وصدورهن وما حواليها، وكنّ يسدلن الخمر من ورائهنّ فتبقى مكشوفة، فأمرن بأن يسدلنها من قدامهنّ حتى يغطينها، ويجوز أن يراد بالجيوب: الصدور تسمية بما يليها ويلابسها. ومنه قولهم: ناصح الجيب وقولك: ضربت بخمارها على جيبها، كقولك: ضربت بيدي على الحائط، إذا وضعتها عليه، وعن عائشة : ما رأيت نساءاً خيراً من نساء الأنصار، لما نزلت هذه الآية قامت كل واحدة منهن إلى مرطها المرحل فصدعت منه صدعة، فاختمرن، فأصبحن كأن على رؤوسهنّ الغربان.
- تفسير الدر المنثور في التفسير بالمأثور/ السيوطي

وأخرج عبد الرزاق والفريابي وسعيد بن منصور وابن أبي شيبة وعبد بن حميد وابن جرير وابن المنذر وابن أبي حاتم والطبراني والحاكم وصححه وابن مردويه عن ابن مسعود في قوله { ولا يبدين زينتهن } قال: الزينة. السوار، والدملج، والخلخال، والقرط، والقلادة، { إلا ما ظهر منها } قال: الثياب والجلباب.
وأخرج ابن أبي شيبة وابن جرير وابن المنذر عن ابن مسعود  قال: الزينة زينتان. زينة ظاهرة، وزينة باطنة لا يراها إلا الزوج، فاما الزينة الظاهرة: فالثياب. وأما الزينة الباطنة: فالكحل، والسوار، والخاتم. ولفظ ابن جرير فالظاهرة منها: الثياب. وما يخفي: فالخلخالان، والقرطان، والسواران.
وأخرج أحمد والنسائي والحاكم والبيهقي في سننه عن أبي موسى قال: قال رسول الله ﷺ «أيما امرأة استعطرت، فخرجت، فمرت على قوم فيجدوا ريحها، فهي زانية».
وأخرج ابن المنذر عن أنس في قوله { ولا يبدين زينتهن إلا ما ظهر منها } قال: الكحل، والخاتم.
وأخرج سعيد بن منصور وابن جرير وعبد بن حميد وابن المنذر والبيهقي عن ابن عباس  { ولا يبدين زينتهن إلا ما ظهر منها } قال: الكحل، والخاتم، والقرط، والقلادة.
وأخرج عبد الرزاق وعبد بن حميد عن ابن عباس في قوله { إلا ما ظهر منها } قال: هو خضاب الكف، والخاتم.
وأخرج ابن أبي شيبة وعبد بن حميد وابن أبي حاتم عن ابن عباس في قوله { إلا ما ظهر منها } قال: وجهها، وكفاها، والخاتم.
وأخرج ابن أبي شيبة وعبد بن حميد وابن أبي حاتم عن ابن عباس في قوله { إلا ما ظهر منها } قال: رقعة الوجه، وباطن الكف.
وأخرج ابن أبي شيبة وعبد بن حميد وابن المنذر والبيهقي في سننه عن عائشة  أنها سئلت عن الزينة الظاهرة فقالت: القلب، والفتخ، وضمت طرف كمها.
وأخرج ابن أبي شيبة عن عكرمة في قوله { إلا ما ظهر منها } قال: الوجه، وثغرة النحر.
وأخرج ابن جرير عن سعيد بن جبير في قوله { إلا ما ظهر منها } قال: الوجه، والكف.
وأخرج ابن جرير عن عطاء في قوله { إلا ما ظهر منها } قال الكفان، والوجه.
وأخرج عبد الرزاق وابن جرير عن قتادة { ولا يبدين زينتهن إلا ما ظهر منها } قال: المسكتان، والخاتم، والكحل قال قتادة: وبلغني أن النبي ﷺ قال «لا يحل لامرأة تؤمن بالله واليوم الآخر أن تخرج يدها إلا إلى ههنا ويقبض نصف الذراع».
وأخرج عبد الرزاق وابن جرير عن المسور بن مخرمة في قوله { إلا ما ظهر منها } قال: القلبين يعني السوار، والخاتم، والكحل.
وأخرج سنيد وابن جرير عن ابن جريج قال: قال ابن عباس في قوله { ولا يبدين زينتهن إلا ما ظهر منها } قال: الخاتم، والمسكة قال ابن جريج. وقالت عائشة : القلب والفتخة. قالت عائشة: دخلت على ابنة أخي لأمي عبد الله بن الطفيل مزينة، فدخلت على النبي ﷺ وأعرض فقالت عائشة : انها ابنة أخي وجارية فقال «إذا عركت المرأة لم يحل لها أن تظهر إلا وجهها، وإلا ما دون هذا، وقبض على ذراع نفسه، فترك بين قبضته وبين الكف مثل قبضة أخرى».
وأخرج أبو داود والترمذي وصححه والنسائي والبيهقي في سننه عن " أم سلمة إنها كانت عند النبي ﷺ وميمونة فقالت: بينا نحن عنده أقبل ابن أبي مكتوم، فدخل عليه فقال رسول الله ﷺ " احتجبا عنه فقالت: يا رسول الله أليس هو أعمى لا يبصرنا؟ فقال أفعمياوان أنتما ألستما تبصرانه؟‍‍! " ".
وأخرج أبو داود وابن مردويه والبيهقي عن عائشة: أن أسماء بنت أبي بكر دخلت على النبي ﷺ وعليها ثياب رقاق، فأعرض عنها وقال «يا أسماء إن المرأة إذا بلغت المحيض لم يصلح أن يُرى منها إلا هذا، وأشار إلى وجهه وكفه».
وأخرج أبو داود في مراسيله عن قتادة أن النبي ﷺ قال «إن الجارية إذا حاضت لم يصلح أن يرى منها إلا وجهها ويداها إلى المفصل» والله أعلم.
- تفسير مفاتيح الغيب، التفسير الكبير/ فخر الدين الرازي

أما عورة المرأة مع المرأة فكعورة الرجل مع الرجل، فلها النظر إلى جميع بدنها إلا ما بين السرة والركبة، وعند خوف الفتنة لا يجوز، ولا يجوز المضاجعة. والمرأة الذمية هل يجوز لها النظر إلى بدن المسلمة، قيل يجوز كالمسلمة مع المسلمة، والأصح أنه لا يجوز لأنها أجنبية، في الدين والله تعالى يقول: { أَوْ نِسَائِهِنَّ } وليست الذمية من نسائنا، أما عورة المرأة مع الرجل فالمرأة إما أن تكون أجنبية أو ذات رحم محرم، أو مستمتعة، فإن كانت أجنبية فإما أن تكون حرة أو أمة فإن كانت حرة فجميع بدنها عورة، ولا يجوز له أن ينظر إلى شيء منها إلا الوجه والكفين، لأنها تحتاج إلى إبراز الوجه في البيع والشراء، وإلى إخراج الكف للأخذ والعطاء، ونعني بالكف ظهرها وبطنها إلى الكوعين، وقيل ظهر الكف عورة.
واعلم أنا ذكرنا أنه لا يجوز النظر إلى شيء من بدنها، ويجوز النظر إلى وجهها وكفها، وفي كل واحد من القولين استثناء. أما قوله يجوز النظر إلى وجهها وكفها، فاعلم أنه على ثلاثة أقسام لأنه إما أن لا يكون فيه غرض ولا فيه فتنة، وإما أن يكون فيه فتنة ولا غرض فيه، وإما أن يكون فيه فتنة وغرض أما القسم الأول: فاعلم أنه لا يجوز أن يتعمد النظر إلى وجه الأجنبية لغير غرض وإن وقع بصره عليها بغتة يغض بصره، لقوله تعالى: { قُلْ لّلْمُؤْمِنِينَ يَغُضُّواْ مِنْ أَبْصَـٰرِهِمْ } وقيل يجوز مرة واحدة إذا لم يكن محل فتنة، وبه قال أبو حنيفة ولا يجوز أن يكرر النظر إليها لقوله تعالى:
{ إِنَّ ٱلسَّمْعَ وَٱلْبَصَرَ وَٱلْفُؤَادَ كُلُّ أُولـٰئِكَ كَانَ عَنْهُ مَسْؤُولاً }
[الإسراء: 36] ولقوله: «يا علي لا تتبع النظرة النظرة فإن لك الأولى وليست لك الآخرة» وعن جابر قال: " سألت رسول الله ﷺ عن نظر الفجأة فأمرني أن أصرف بصري " ولأن الغالب أن الاحتراز عن الأولى لا يمكن فوقع عفواً قصد أو لم يقصد أما القسم الثاني: وهو أن يكون فيه غرض ولا فتنة فيه فذاك أمور: أحدها: بأن يريد نكاح امرأة فينظر إلى وجهها وكفيها، روى أبو هريرة رضي الله عنه: «أن رجلاً أراد أن يتزوج امرأة من الأنصار، فقال له رسول الله ﷺ «انظر إليها فإن في أعين الأنصار شيئاً» وقال عليه الصلاة والسلام: «إذا خطب أحدكم المرأة فلا جناح عليه أن ينظر إليها إذا كان إنما ينظر إليها للخطبة» وقال المغيرة بن شعبة " خطبت امرأة فقال نظرت إليها، فقلت لا، قال فانظر فإنها أحرى أن يؤدم بينكما " فكل ذلك يدل على جواز النظر إلى وجهها وكفيها للشهوة إذا أراد أن يتزوجها، ويدل عليه أيضاً قوله تعالى:
{ لاَّ يَحِلُّ لَكَ ٱلنّسَاء مِن بَعْدُ وَلاَ أَن تَبَدَّلَ بِهِنَّ مِنْ أَزْوَاجٍ وَلَوْ أَعْجَبَكَ حُسْنُهُنَّ }
[الأحزاب: 52] ولا يعجبه حسنهن إلا بعد رؤية وجوههن وثانيها: إذا أراد شراء جارية فله أن ينظر إلى ما ليس بعورة منها وثالثها: أنه عند المبايعة ينظر إلى وجهها متأملاً حتى يعرفها عند الحاجة إليه ورابعها: ينظر إليها عند تحمل الشهادة ولا ينظر إلى غير الوجه لأن المعرفة تحصل به أما القسم الثالث: وهو أن ينظر إليها للشهوة فذاك محظور، قال عليه الصلاة والسلام: «العينان تزنيان» وعن جابر قال: " سألت رسول الله ﷺ عن نظرة الفجأة فأمرني أن أصرف بصري " وقيل: مكتوب في التوراة النظرة تزرع في القلب الشهوة، ورب شهوة أورثت حزناً طويلاً. أما الكلام الثاني: وهو أنه لا يجوز للأجنبي النظر إلى بدن الأجنبية فقد استثنوا منه صوراً إحداها: يجوز للطبيب الأمين أن ينظر إليها للمعالجة، كما يجوز للختان أن ينظر إلى فرج المختون، لأنه موضع ضرورة. وثانيتها: يجوز أن يتعمد النظر إلى فرج الزانيين لتحمل الشهادة على الزنا، وكذلك ينظر إلى فرجها لتحمل شهادة الولادة، وإلى ثدي المرضعة لتحمل الشهادة على الرضاع، وقال أبو سعيد الإصطخري لا يجوز للرجل أن يقصد النظر في هذه المواضع، لأن الزنا مندوب إلى ستره، وفي الولادة والرضاع تقبل شهادة النساء فلا حاجة إلى نظر الرجال للشهادة وثالثتها: لو وقعت في غرق أو حرق فله أن ينظر إلى بدنها ليخلصها، أما إذا كانت الأجنبية أمة فقال بعضهم عورتها ما بين السرة والركبة، وقال آخرون عورتها ما لا يبين للمهنة فخرج منه أن رأسها ساعديها وساقيها ونحرها وصدرها ليس بعورة، وفي ظهرها وبطنها وما فوق ساعديها الخلاف المذكور، ولا يجوز لمسها ولا لها لمسه بحال لا لحجامة ولا اكتحال ولا غيره، لأن اللمس أقوى من النظر بدليل أن الإنزال باللمس يفطر الصائم وبالنظر لا يفطره، وقال أبو حنيفة يجوز أن يمس من الأمة ما يحل النظر إليه أما إن كانت المرأة ذات محرم له بنسب أو رضاع أو صهرية فعورتها معه ما بين السرة والركبة كعورة الرجل، وقال آخرون بل عورتها ما لا يبدو عند المهنة، وهو قول أبي حنيفة فأما سائر التفاصيل فستأتي إن شاء الله تعالى في تفسير الآية، أما إذا كانت المرأة مستمتعة كالزوجة والأمة التي يحل له الاستمتاع بها، فيجوز له أن ينظر إلى جميع بدنها حتى إلى فرجها غير أنه يكره أن ينظر إلى الفرج وكذا إلى فرج نفسه، لأنه يروي أنه يورث الطمس، وقيل لا يجوز النظر إلى فرجها ولا فرق بين أن تكون الأمة قنة أو مدبرة أو أم ولد أو مرهونة.
- تفسير النكت والعيون/ الماوردي

قوله تعالى: { وَلاَ يُبْدِينَ زِينَتَهُنَّ... } والزينة ما أدخلته المرأة على بدنها حتى زانها وحسنها في العيون كالحلي والثياب والكحل والخضاب، ومنه قوله تعالى:
{ خُذُواْ زِينَتَكُمْ عِندَ كُلِّ مَسْجِدٍ }
قال الشاعر:
يأخذ زينتهن أحسن ما ترى	 	وإذا عطلن فهن غير عواطل
والزينة زينتان: ظاهرة وباطنة، فالظاهرة لا يجب سترها ولا يحرم النظر إليها لقوله تعالى: { وَلاَ يُبْدِينَ زِينَتَهُنَّ إِلاَّ مَا ظَهَرَ مِنْهَا } وفيها ثلاثة أقاويل:
أحدها: أنها الثياب، قاله ابن مسعود.
الثاني: الكحل والخاتم، قاله ابن عباس، والمسور بن مخرمة.
الثالث: الوجه والكفان، قاله الحسن، وابن جبير، وعطاء.
وأما الباطنة فقال ابن مسعود: القرط والقلادة والدملج والخلخال، واختلف في السوار فروي عن عائشة أنه من الزينة الظاهرة، وقال غيرها هو من الباطنة، وهو أشبه لتجاوزه الكفين، فأما الخضاب فإن كان في الكفين فهو من الزينة الظاهرة، وإن كان في القدمين فهو من الباطنة، وهذا الزينة الباطنة يجب سترها عن الأجانب ويحرم عليها تعمد النظر إليها فأما ذوو المحارم فالزوج منهم يجوز له النظر والالتذاذ، وغيره من الآباء والأبناء والإخوة يجوز لهم النظر ويحرم عليهم الالتذاذ.
روى الحسن والحسين  [أنهما] كانا يدخلان على أختهما أم كلثوم وهي تمتشط.
وتأول بعض أصحاب الخواطر هذه الزينة بتأويلين:
أحدهما: أنها الدنيا فلا يتظاهر بما أوتي منها ولا يتفاخر إلا بما ظهر منها ولم ينستر.
الثاني: أنها الطاعة لا يتظاهر بها رياءً إلا ما ظهر منها ولم ينكتم، وهما بعيدان.
{ وَلْيَضْرِبْنَ بِخُمُرِهِنَّ عَلَى جُيُوبِهنَّ } الخمر المقانع أمِرن بإلقائها على صدورهن تغطية لنحورهن فقد كن يلقينها على ظهورهن بادية نحورهن، وقيل: كانت قمصهن مفروجة الجيوب كالدرعة يبدو منها صدروهن فأمرن بإلقاء الخمر لسترها. وكني عن الصدور بالجيوب لأنها ملبوسة عليها.
ثم قال: { وَلاَ يُبْدِينَ زِينَتَهُنَّ إِلاَّ لِبُعُولَتِهِنَّ } يعني الزينة الباطنة إبداؤها للزوج استدعاء لميله وتحريكاً لشهوته ولذلك لعن رسول الله ﷺ السلتاء والمرهاء فالسلتاء التي لا تختضب، والمرهاء التي لا تكتحل تفعل ذلك لانصراف شهوة الزوج عنها فأمرها بذلك استدعاء لشهوته، ولعن ﷺ المفشلة والمسوفة، المسوفة التي إذا دعاها للمباشرة قالت سوف أفعل، والمفشلة التي إذا دعاها قالت إنها حائض وهي غير حائض، وروي عن النبي ﷺ قال: «لُعِنَتِ الغَائِصَةُ وَالمُغَوِّصَةُ» فالغائصة التي لا تعلم زوجها بحيضها حتى يصيبها، والمغوصة التي تدعى أنها حائض ليمتنع زوجها من إصابتها وليست بحائض.
- تفسير تأويلات أهل السنة/ أبو منصور الماتريدي (المتوفى: 333هـ)

وقوله: { وَلاَ يُبْدِينَ زِينَتَهُنَّ إِلاَّ مَا ظَهَرَ مِنْهَا } روي عن عبد الله بن مسعود -  - قال: { إِلاَّ مَا ظَهَرَ }: الرداء والثياب.
وعن ابن عباس قال: { إِلاَّ مَا ظَهَرَ مِنْهَا }: الكحل والخاتم.
وفي رواية أخرى: الكف والوجه.
وعن عائشة قالت: { إِلاَّ مَا ظَهَرَ مِنْهَا }: القلب والفتخة، وهي خاتم أصبع الرجل.
وعن عبد: الله الزينة زينتان:
زينة باطنة لا يراها إلا الزوج.
وأما الزينة الظاهرة فالثياب.
والباطنة كالإكليل والسوار والخاتم.
فإن كان التأويل ما روي عن ابن مسعود حيث جعلها من الثياب وغيره، ففيه دلالة ألا يحل النظر إلى وجه امرأة أجنبية.
وإن كان ما قال ابن عباس ففيه دلالة حل النظر إلى وجه المرأة لا بشهوة.
وإن كان ما قالت عائشة من القلب والفتحة ففيه دلالة جواز النظر إلى الكفين والقدمين؛ لأنهما ظاهرتان باديتان؛ ألا ترى أنهما من الظواهر في فرض غسل الوضوء، وإن كان ذلك ففيه دلالة جواز صلاتها مع ظهور القدم.
وجائز أن يكون النظر إلى وجه المرأة حلالا إذا لم يكن بشهوة، لكن غض البصر وترك النظر أرفق وأزكى، كقوله:
{ يٰأَيُّهَا ٱلنَّبِيُّ قُل لأَزْوَاجِكَ وَبَنَاتِكَ وَنِسَآءِ ٱلْمُؤْمِنِينَ يُدْنِينَ عَلَيْهِنَّ مِن جَلاَبِيبِهِنَّ ذٰلِكَ أَدْنَىٰ أَن يُعْرَفْنَ }
[الأحزاب: 59] أنهن حرائر
{ فَلاَ يُؤْذَيْنَ }
[الأحزاب: 59] كما تؤذى الإماء.
والذي يدل أن للمرأة ألا تغطي وجهها، ولا ينبغي للرجل أن يتعمد النظر إلى وجه المرأة إلا عند الحاجة إليه - قول رسول الله ﷺ لعلي -  -: «إنما لك الأولى وليست لك الآخرة» وفي بعضها: «الأولى لك والآخرة عليك» ؛ لأنه كأنه إنما كرر النظر في الثانية؛ لشهوة تحدث في قلبه.
وإذنه للذي يريد أن يتزوج امرأة أن ينظر إليها يدل على أن نظر الرجل إلى وجه المرأة غير حرام؛ لأنه لو كان حراماً لم يأذن فيه النبي لأحد.
ونرى - والله أعلم - أن النظر إلى وجه المرأة ليس بحرام إذا لم يقع في قلب الرجل من ذلك شهوة، فإذا وجد لذلك شهوة، ولم يأمن أن يؤدي به ذلك إلى ما يكره فمحظور عليه أن ينظر إليها إلا أن يريد به معرفتها والنكاح فإنه قد رخص في ذلك؛ " روي أن المغيرة أراد أن يتزوج امرأة فقال له رسول الله ﷺ: " اذهب فانظر إليها، فإنه أحرى أن يؤدم بينكما ".
وقال في بعض الأخبار: «إذا خطب أحدكم المراة فلا بأس أن ينظر إليها؛ إذا كان إنما ينظر إليها للخطبة، وإن كانت لا تعلم».
وأحسن للشابة وأفضل لها أن تستر وجهها ويديها عن الرجال ليس لأن ذلك حرام وإليها معصية، ولكن لما يخاف في ذلك من حدوث الشهوة، ووقوع الفتنة بها، فإذا لم يكن للناظر في ذلك شهوة بأن كان شيخاً كبيراً، أو كانت المرأة دميمة، أو عجوزاً فإنه لا يحظر النظر إلى وجوه أمثالهن، ولا ينظر إلى ما سوى ذلك، وأصله قول الله - تعالى -:
{ قُل لأَزْوَاجِكَ وَبَنَاتِكَ وَنِسَآءِ ٱلْمُؤْمِنِينَ يُدْنِينَ عَلَيْهِنَّ مِن جَلاَبِيبِهِنَّ ذٰلِكَ أَدْنَىٰ أَن يُعْرَفْنَ فَلاَ يُؤْذَيْنَ }
[الأحزاب: 59].
ومما يدل على أن الوجه والكفين جائز ألا يكون بعورة أن المرأة لا تصلي وعورتها مكشوفة، ويجوز أن تصلي ووجهها ويداها ورجلاها مكشوفة.
فإذا كان كذلك دل ذلك على أن النظر إلى ذلك جائز إذا لم يكن ذلك لشهوة؛ دخل في ذلك معنى قول رسول الله ﷺ: «العينان تزنيان» ؛ لأن زناء العين لا يكون إلا النظر للشهوة، فإذا كان لشهوة دخل في ذلك معنى قول رسول الله ﷺ.
وروي في الخبر عن رسول الله ﷺ ما يدل على أن الوجه والكفين ليسا بعورة، [وهو] ما روي عن عائشة قالت: " دخلت عليّ أختي أسماء وعليها ثياب شامية رقاق، وهي اليوم عندكم صفاق، فقال رسول الله ﷺ: " هذه ثياب لا تحبها سورة النور فأمر بها فأخرجت "، فقلت: يا رسول الله، زارتني أختي فقلت لها ما قلت، فقال: " يا عائش، إن الحرة إذا حاضت لا ينبغي أن يرى إلا وجهها وكفاها "، فإن ثبت هذا عنه فهو يبين ما ذكرنا، والله أعلم.
وقوله - عز وجل -: { وَقُل لِّلْمُؤْمِنَاتِ يَغْضُضْنَ مِنْ أَبْصَارِهِنَّ وَيَحْفَظْنَ فُرُوجَهُنَّ } قد ذكرنا أن المرأة يكره لها النظر إلى الرجال من غير محرمها كما يكره للرجل [النظر] إلى المرأة الأجنبية؛ ألا ترى أنه روي " أن أعميين دخلا على رسول الله ﷺ وبعض أزواجه عنده - عائشة وأخرى - فقال لهما رسول الله ﷺ: " قوما "، فقالتا: إنهما أعميان يا رسول الله!! فقال لهما: " هما وإن كانا أعميين فأنتما لستما بأعميين "، أو كلام نحو هذا، فدل أنه ما ذكرنا.
وعلى ذلك أخبار: روي عن خالد بن معدان قال: قال رسول الله ﷺ: «لا يحل لامرأة تؤمن بالله واليوم [الآخر] أن تبيت في مكان تسمع فيه نفس رجل ليس بمحرم، ولا يحل لامرئ يؤمن بالله واليوم الآخر أن يبيت في مكان يسمع فيه نفس امرأة ليست له بمحرم».
وفي بعض الأخبار: أنه لم يرخص للمرأة أن يرى غير ذي محرم منها إلا الوجه والكف وما ظهر، وقبض رسول الله ﷺ على كوع عائشة وقال: «هذا».
وعن الحسن أنه قال في قوله: { إِلاَّ مَا ظَهَرَ مِنْهَا }: الوجه وما ظهر من الثياب.
فإن ثبت ما ذكرنا من المروي عن رسول الله ﷺ حيث رخص النظر إلى الوجه والكف؛ لقوله: «إلا الوجه والكف» فاستثنى الوجه والكف من بين سائر الجوارح - كان ذلك تفسيراً لقوله: { إِلاَّ مَا ظَهَرَ مِنْهَا } كأنه قال: «ولا يبدين زينتهن للأجنبيين إلا ما ظهر منها وهو الكحل والخاتم»، ثم الكحل يكون في الوجه والخاتم في اليد فذكر الزينة يكون كناية عن موضعها؛ لأن النظر إلى الزينة حلال لكل أحد إذا كان المراد بالزينة الحلي وما ذكره القوم، فدل أن المراد بذكر الزينة موضع الزينة لا نفس الزينة والحلي، ثم رخص للأجنبيين النظر إلى بعض مواضع الزينة وهو ما ظهر منها من الوجه والكف ولم يرخص ما خفي منها وما بطن.
ثم استثنى المحارم منها، ورخص لهم النظر إلى ذلك بقوله: { وَلاَ يُبْدِينَ زِينَتَهُنَّ إِلاَّ لِبُعُولَتِهِنَّ أَوْ آبَآئِهِنَّ } إلى آخر ما ذكر.
ثم مواضع الزينة الخفية منها الصدر، ومنها الأذنان وهما في الرأس، ومنها الساق.
ثم جمع بين الأب ومن سمى معه وبين الزوج في النظر إلى زينة المرأة، ولا خلاف في أن الأب لا يجوز له أن ينظر من عورة ابنته إلا إلى رأسها وفي الرأس الأذنان، وقد يكون فيهما القرط ونحوه، وإذا جاز له أن ينظر إلى رأسها ولا خمار عليها؛ فله أن ينظر إلى صدرها وهو موضع الزينة؛ لأنه مما يغطيه الخمار، وينظر إلى ذراعيها وموضع الخلخال من قدميها ورجليها، وهي مواضع الزينة الباطنة التي لا يجوز للأجنبي النظر إليها.
- تفسير التحرير والتنوير/ محمد الطاهر بن عاشور

والزينة: ما يحصل به الزين. والزين: الحسن، مصدر زانه. قال عمر بن أبي ربيعة:
جلل الله ذلك الوجه زَيْناً
يقال: زين بمعنى حسن، قال تعالى:
{ زين للناس حب الشهوات }
في سورة آل عمران (14) وقال:
{ وزيناها للناظرين }
في سورة الحجر (16).
والزينة قسمان خِلقية ومكتسبة. فالخلقية: الوجه والكفان أو نصف الذراعين، والمكتسبة: سبب التزين من اللباس الفاخر والحلي والكحل والخضاب بالحناء. وقد أطلق اسم الزينة على اللباس في قوله تعالى:
{ يا بني آدم خذوا زينتكم عند كل مسجد }
[الأعراف: 31] وقوله:
{ قل من حرم زينة الله التي أخرج لعباده }
في سورة الأعراف (32)، وعلى اللباس الحسن في قوله
{ قال موعدكم يوم الزينة }
[طه: 59]. والتزين يزيد المرأة حسناً ويلفت إليها الأنظار لأنها من الأحوال التي لا تقصد إلا لأجل التظاهر بالحسن فكانت لافتة أنظار الرجال، فلذلك نهى النساء عن إظهار زينتهن إلا للرجال الذين ليس من شأنهم أن تتحرك منهم شهوة نحوها لحرمة قرابة أو صهر.
واستثني ما ظهر من الزينة وهو ما في ستره مشقة على المرأة أو في تركه حرج على النساء وهو ما كان من الزينة في مواضع العمل التي لا يجب سترها مثل الكحل والخضاب والخواتيم.
وقال ابن العربي: إن الزينة نوعان: خلقية ومصطنعة. فأما الخلقية: فمعظم جسد المرأة وخاصة: الوجه والمعصمين والعضدين والثديين والساقين والشعر. وأما المصطنعة: فهي ما لا يخلو عنه النساء عرفاً مثل: الحلي وتطريز الثياب وتلوينها ومثل الكحل والخضاب بالحناء والسواك. والظاهر من الزينة الخلقية ما في إخفائه مشقة كالوجه والكفين والقدمين، وضدها الخفية مثل أعالي الساقين والمعصمين والعضدين والنحر والأذنين. والظاهر من الزينة المصطنعة ما في تركه حرج على المرأة من جانب زوجها وجانب صورتها بين أترابها ولا تسهل إزالته عند البدوّ أمام الرجال وإرجاعه عند الخلو في البيت، وكذلك ما كان محل وضعه غير مأمور بستره كالخواتيم بخلاف القرط والدمالج.
واختلف في السوار والخلخال والصحيح أنهما من الزينة الظاهرة وقد أقر القرآن الخلخال بقوله: { ولا يضربن بأرجلهن ليعلم ما يخفين من زينتهن } كما سيأتي. قال ابن العربي: روى ابن القاسم عن مالك: ليس الخضاب من الزينة اهــــ ولم يقيده بخضاب اليدين. وقال ابن العربي: والخضاب من الزينة الباطنة إذا كان في القدمين.
فمعنى { ما ظهر منها } ما كان موضعه مما لا تستره المرأة وهو الوجه والكفان والقدمان.
وفسر جمع من المفسرين الزينة بالجسد كله وفسر ما ظهر بالوجه والكفين قيل والقدمين والشعر. وعلى هذا التفسير فالزينة الظاهرة هي التي جعلها الله بحكم الفطرة بادية يكون سترها معطلاً الانتفاع بها أو مدخلاً حرجاً على صاحبتها وذلك الوجه والكفان، وأما القدمان فحالهما في الستر لا يعطل الانتفاع ولكنه يعسره لأن الحفاء غالب حال نساء البادية. فمن أجل ذلك اختلف في سترهما الفقهاء؛ ففي مذهب مالك قولان: أشهرهما أنها يجب ستر قدميها، وقيل: لا يجب، وقال أبو حنيفة: لا يجب ستر قدميها، أما ما كان من محاسن المرأة ولم يكن عليها مشقة في ستره فليس مما ظهر من الزينة مثل النحر والثدي والعضد والمعصم وأعلى الساقين، وكذلك ما له صورة حسنة في المرأة وإن كان غير معرى كالعجيزة والأعكان والفخذين ولم يكن مما في إرخاء الثوب عليه حرج عليها. وروى مالك في «الموطأ» عن النبي ﷺ قال: «نساء كاسيات عاريات مائلات مميلات لا يدخلن الجنة» قال ابن عبد البر: أراد اللواتي يلبسن من الثياب الخفيف الذي يصف ولا يستر، أي هن كاسيات بالاسم عاريات في الحقيقة اهــــ. وفي نسخة ابن بشكوال من «الموطأ» عن القنازعي قال فسر مالك: إنهن يلبسن الثياب الرقاق التي لا تسترهن اهــــ. وفي سماع ابن القاسم من «جامع العتبية» قال مالك: بلغني أن عمر بن الخطاب نهى النساء عن لبس القباطي. قال ابن رشد في «شرحه»: هي ثياب ضيقة تلتصق بالجسم لضيقها فتبدو ثخانة لابستها من نحافتها، وتبدي ما يستحسن منها، امتثالاً لقوله تعالى: { ولا يبدين زينتهن إلا ما ظهر منها } اهــــ. وفي روايات ابن وهب من «جامع العتبية» قال مالك في الإماء يلبسن الأقبية: ما يعجبني فإذا شدته عليها كان إخراجاً لعجزتها.
وجمهور الأئمة على أن استثناء إبداء الوجه والكفين من عموم منع إبداء زينتهن يقتضي إباحة إبداء الوجه والكفين في جميع الأحوال لأن الشأن أن يكون للمستثنى جميع أحوال المستثنى منه. وتأوله الشافعي بأنه استثناء في حالة الصلاة خاصة دون غيرها وهو تخصيص لا دليل عليه.
ونُهِين عن التساهل في الخِمرة. والخمار: ثوب تضعه المرأة على رأسها لستر شعرها وجيدها وأذنيها وكان النساء ربما يسدلن الخمار إلى ظهورهن كما تفعل نساء الأنباط فيبقى العنق والنحر والأذنان غير مستورة فلذلك أُمرْنَ بقوله تعالى: { وليضربن بخمرهن على جيوبهن }.
والضرب: تمكين الوضع وتقدم في قوله تعالى:
{ إن الله لا يستحيِ أن يضرب مثلاً }
في سورة البقرة (26).
والمعنى: ليشددن وضع الخمر على الجيوب، أي بحيث لا يظهر شيء من بشرة الجيد.
والباء في قوله { بخمرهن } لتأكيد اللصوق مبالغة في إحكام وضع الخمار على الجيب زيادة على المبالغة المستفادة من فعل { يضربن }.
والجُيوب: جمع جيب بفتح الجيم وهو طوق القميص مما يلي الرقبة. والمعنى: وليضعن خمرهن على جيوب الأقمصة بحيث لا يبقى بين منتهى الخمار ومبدأ الجَيب ما يظهر منه الجيد.
- تفسير زهرة التفاسير/ محمد أبو زهرة

وقد ذكر الله تعالى أولا غض البصر للرجال ثم ذكر سبحانه أمره للنبي  بأن يطالب المؤمنات بغض البصر أيضا، كما طالب المؤمنين فقال عز من قائل: (وَقُلْ لِلْمُؤْمِنَاتِ يَغْضُضْنَ مِنْ أَبْصَارِهِنَّ وَيَحْفَظْنَ فُرُوجَهُنَّ وَلَا يُبْدِينَ زِينَتَهُنَّ إِلَّا مَا ظَهَرَ مِنْهَا وَلْيَضْرِبْنَ بِخُمُرِهِنَّ عَلَى جُيُوبِهِنَّ) الأمر للنبي - ﷺ - بأن يقول للمؤمنات كما قال للمؤمنين (يَغْضُضْنَ مِنْ أَبْصَارِهِنَّ) بألا يمعن النظر في الرجال فإن ذلك يغريهن بالفتنة، كما يغري الرجال الإمعان في النظر إليهن، وقد روي في بعض الأخبار أن " محمدا - ﷺ - سأل فاطمة ابنته خير نساء المؤمنين: ما عفة المرأة؟ قالت: ألا ترى رجلا وألا يراها رجل، وليس معنى ذلك إلا أن تغض بصرها عند رؤية الرجال، وإن نظرات النساء الممعنة فيهم تغري الرجال وتغريها، إذا كان فيمن تنظر إليه ما يحببه للنساء، (وَيَحْفَظْنَ فَرُوجَهُنَّ) بسترها فلا تبدو، وبمنعها مما لَا يحل، وحفظها من الأمراض الخبيثة التي تفسد النسل والجسم. وقال تعالى: (وَلا يُبْدينَ زِينَتَهُنَّ) بأن يتبرجن، ويظهرن في حلية تغري، وقد قال تعالى في معنى هذا: (يَا أَيُّهَا النَّبِيُّ قُلْ لِأَزْوَاجِكَ وَبَنَاتِكَ وَنِسَاءِ الْمُؤْمِنِينَ يُدْنِينَ عَلَيْهِنَّ مِنْ جَلَابِيبِهِنَّ ذَلِكَ أَدْنَى أَنْ يُعْرَفْنَ فَلَا يُؤْذَيْنَ وَكَانَ اللَّهُ غَفُورًا رَحِيمًا).
واستثنى من النهي عن إبداء ما تظهر منها من غير قصد إلى إظهارها: (وَلا يُبْدِينَ زِينَتَهُنَّ إِلَّا مَا ظَهَرَ مِنْهَا) من غير قصد الإعلان عن جمالها، وقالوا: إن الوجه والكفين ظهورهما مقبول في الصلاح لَا يمنع صلاحها فيكون ظهورها في الحياة العامة ليس من إبداء الزينة المحرم، وقال ابن عطية من فقهاء المالكية «يظهر لي بحكم ألفاظ الآية بأن المرأة مأمورة بأن لَا تبدي، وأن تجتهد في الإخفاء لكل ما هو زينة، ووقع الاستثناء فيما يظهر بحكم ضرورة حركة فيما لابد منه أو إصلاح شأن» والخلاصة أن الممنوع ما تبديه المرأة من زينة لتلفت الأنظار إلى محاسنها، ومفاتنها، فيكون ذلك إغراء للرجال، أما ما ظهر منها من زينة من غير محاولة إبداء له إغراءً، وتبرزًا للرجال فإنه لَا بأس به.
(وَلْيَضْرِبْنَ بِخُمُرِهِنَّ عَلَى جُيُوبِهِنَّ) الجيوب فتحات الصدرِ التي تبدو منه أجزاء من الجسم، وهذه من العورة، والخُمُر جمع خمار، (وَلْيَضْرِبْن) أي ليضعن الخمر على هذه الجيوب التي ترى منها الصدور، فيستتر ذلك الجزء من عورة المرأة، لأن عورة المرأة الحرة كل جسمها، ومن النساء في هذه الأيام من يبدين بعض أجسامهن على أنه من الزينة التي تغري الرجال. هذا أمر عام للنساء بألا يبدين شيئا من الزينة إلا الذي يظهر في ذاته؛ لأن منع ظهوره فيه ضيق وحرج، وما جعل عليكم في الدين من حرج.
وقد استثنى سبحانه وتعالى المحارم الذين يخالطون المرأة من إبداء الزينة أمامهم؛ لأن هؤلاء محرمون عليها؛ ولأنها لو منعت الزينة عن رؤيتهم تكون هي في حرج، هي وزوجها.
- تفسير خواطر محمد متولي الشعراوي

ذكر هنا المقابل، فأمر النساء بما أمر به الرجال، ثم زاد هنا مسألة الزينة. والزينة: هي الأمر الزائد عن الحد في الفطرية؛ لذلك يقولون للمرأة الجميلة بطبيعتها والتي لا تحتاج إلى أن تتزين: غانِية يعني: غنيت بجمالها عن التزيُّن فلا تحتاج إلى كحل في عينيها، ولا أحمر في خدَّيْها، لا تحتاج أن تستر قُلْبها بأسورة، ولا صدرها بعقد.. إلخ.
فإنْ كانت المرأة دون هذا المستوى احتاجتْ لشيء من الزينة، لكن العجيب أنهن يُبالِغْنَ في هذه الزينة حتى تصبح كاللافتة النيون على كشك خشبي مائل، فترى مُسِنَّات يضعْنَ هذا الألوان وهذه المساحيق، فيَظْهَرن في صورة لا تليق؛ لأنه جمال مُصْطنع وزينة متكلفة يسمونها تطرية، وفيها قال المتنبي، وهو يصف جمال المرأة البدوية وجمال الحضرية:
ومن رحمة الله بالنساء أن قال بعد { وَلاَ يُبْدِينَ زِينَتَهُنَّ.. } [النور: 31] قال: { إِلاَّ مَا ظَهَرَ مِنْهَا.. } [النور: 31] يعني: الأشياء الضرورية، فالمرأة تحتاج لأنْ تمشي في الشارع، فتظهر عينيها وربما فيها كحل مثلاً، وتظهر يدها وفيها خاتم أو حناء، فلا مانع أن تُظهر مثل هذه الزينة الضرورية.
لكن لا يظهر منها القُرْط مثلاً؛ لأن الخمار يستره ولا (الديكولتيه) أو العقد أو الأسورة أو الدُّمْلُك ولا الخلخال، فهذه زينة لا ينبغي أن تظهر. إذن: فالشارع أباح الزينة الطبيعية شريطةَ أن تكون في حدود، وأن تقصر على مَنْ جُعِلَتْ من أجله.
ونلحظ في قوله تعالى: { وَلاَ يُبْدِينَ زِينَتَهُنَّ إِلاَّ مَا ظَهَرَ مِنْهَا.. } [النور: 31] المراد تغطية الزينة، فالجارحة التي تحتها من باب أوْلَى، فالزينة تُغطِّي الجارحة، وقد أمر الله بسَتْر الزينة، فالجارحة من باب أَوْلَى.
وقوله تعالى: { وَلْيَضْرِبْنَ بِخُمُرِهِنَّ عَلَىٰ جُيُوبِهِنَّ.. } [النور: 31].
الخُمر: جمع خِمّار، وهو غطاء الرأس الذي يُسْدل ليستر الرقبة والصدر. الجيوب: جميع جيب، وهو الفتحة العليا للثوب ويسمونها (القَبَّة) والمراد أن يستر الخمارُ فتحةَ الثوب ومنطقة الصدر، فلا يظهر منها شيء.
والعجيب أن النساء تركْنَ هذا الواجب، بل ومن المفارقات أنهن يلبسْنَ القلادة ويُعلِّقن بها المصحف الشريف، إنه تناقض عجيب يدل على عدم الوعي وعدم الدراية بشرع الله مُنزِل هذا المصحف.
وتأمل دقة التعبير القرآني في قوله تعالى { وَلْيَضْرِبْنَ.. } [النور: 31] والضرب هو: الوَقْع بشدة، فليس المراد أن تضع المرأة الطرحة على رأسها وتتركها هكذا للهواء، إنما عليها أنْ تُحكِمها على رأسها وصدرها وتربطها بإحكام.
لذلك لما نزلت هذه الآية قالت السيدة عائشة: رحم الله نساء المهاجرات، لما نزلت الآية لم يكُنْ عندهم خُمر، فعمدْن إلى المروط فشقوها وصنعوا منها الخُمُر.
إذن: راعَى الشارع الحكيم زِيَّ المرأة من أعلى، فقال: { وَلْيَضْرِبْنَ بِخُمُرِهِنَّ عَلَىٰ جُيُوبِهِنَّ.. } [النور: 31] ومن الأدنى فقال:
{ يُدْنِينَ عَلَيْهِنَّ مِن جَلاَبِيبِهِنَّ.. } [الأحزاب: 59].
ثم يقول تعالى: { وَلاَ يُبْدِينَ زِينَتَهُنَّ إِلاَّ لِبُعُولَتِهِنَّ.. } [النور: 31] أي: أزواجهن؛ لأن الزينة جُعِلَتْ من أجلهم { أَوْ آبَآئِهِنَّ أَوْ آبَآءِ بُعُولَتِهِنَّ.. } [النور: 31] أبو الزوج، إلا أنْ يخاف منه الفتنة، فلا تبدي الزوجة زينتها أمامه.
ومعنى { أَوْ نِسَآئِهِنَّ.. } [النور: 31] أي: النساء اللائي يعملْنَ معها في البيت كالوصيفات والخادمات { أَوْ مَا مَلَكَتْ أَيْمَانُهُنَّ.. } [النور: 31] والمراد هنا أيضاً ملْك اليمين من النساء دون الرجال.
ويشترط في هؤلاء النساء أن يكُنَّ مسلمات، فإنْ كُنَّ كافرات كهؤلاء اللائي يستقدمونهن من دول أخرى، فلا يجوز للمرأة أن تُبدي زينتها أمامهن، وأن تعتبرهن في هذه المسألة كالرجال، لأنهن غير مسلمات وغير مؤتمنات على المسلمة، وربما ذهبت فوصفتْ ما رأتْ من سيدتها للرجل الكافر فينشغل بها.
ومن العلماء مَنْ يرى أن مِلْك اليمين لا يخصُّ النساء فقط، إنما الرجال أيضاً، فللمرأة أنْ تُبدي زينتها أمامهم، قالوا: لأن هناك استقبالاً عاطفياً وامتناعاً عاطفياً في النفس البشرية، فالخادم في القَصْر لا ينظر إلى سيدته ولا إلى بناتها؛ لأنه لا يتسامى إلى هذه المرتبة، إلا إذا شجَّعْنَهُ، وفتحْنَ له الباب، وهذه مسألة أخرى.
- تفسير الوسيط في تفسير القرآن الكريم/ محمد سيد طنطاوي

ثم أرشد - سبحانه - النساء إلى ما أرشد إليه الرجال فقال: { وَقُل لِّلْمُؤْمِنَاتِ يَغْضُضْنَ مِنْ أَبْصَارِهِنَّ وَيَحْفَظْنَ فُرُوجَهُنَّ وَلاَ يُبْدِينَ زِينَتَهُنَّ إِلاَّ مَا ظَهَرَ مِنْهَا }.
أي: وقل - أيها الرسول الكريم - للمؤمنات - أيضا - بأن الواجب عليهن أن يكففن أبصارهن عن النظر إلى مالا يحل لهن، وأن يحفظن فروجهن عن كل ما نهى الله - تعالى - عنه، ولا يظهرن شيئا مما يتزين به، إلا ما جرت العادة بإظهاره، كالخاتم في الإِصبع، والكحل في العين. وما يشبه ذلك من الأمور التي لا غنى للمرأة عن إظهارها.
ومع أن النساء يدخلن في خطاب الرجال على سبيل التغليب، إلا أن الله - تعالى - خصهن بالخطاب هنا بعد الرجال، لتأكيد الأمر بغض البصر، وحفظ الفرج، ولبيان أنه كما لا يحل للرجل أن ينظر إلى المرأة - إلا في حدود ما شرعه الله - فإنه لا يحل للمرأة كذلك أن تنظر إلى الرجل، لأن علاقتها به، ومقصده منها كمقصدها منه، ونظرة أحدهما للآخر - على سبيل الفتنة وسوء القصد - يؤدى إلى مالا تحمد عقباه.
وقوله - تعالى -: { وَلْيَضْرِبْنَ بِخُمُرِهِنَّ عَلَىٰ جُيُوبِهِنَّ } بيان لكيفية إخفاء بعض مواضع الزينة بعد النهى عن إبدائها.
والخُمُر - بضم الخاء والميم - جمع خمار. وهو ما تغطى به المرأة رأسها وعنقها وصدرها، والجيوب جمع جيب، وهو فتحة في أعلى الثياب يبدو منها بعض صدر المرأة وعنقها.
والمراد به هنا: محله وهو أعلى الصدر، وأصله: من الجَب بمعنى القطع.
أي: وعلى النساء المؤمنات أن يسترن رءوسهن وأعناقهن وصدورهن بخمرهن، حتى لا يطلع أحد من الأجانب على شئ من ذلك.
قالوا: وكان النساء في الجاهلية يسدلن خمرهن من خلف رءوسهن، فتنكشف نحورهن وأعناقهن وقلائدهن، فنهى الله - تعالى - المؤمنات عن ذلك.
ولقد ساق الإِمام ابن كثير عند تفسيره لهذه الآية جملة من الأحاديث، منها: ما رواه البخارى عن عائشة - رضى الله عنها - قالت: يرحم الله نساء المهاجرات الأول - لما أنزل الله - تعالى -: { وَلْيَضْرِبْنَ بِخُمُرِهِنَّ عَلَىٰ جُيُوبِهِنَّ } أخذن أزرهن فشققنها فاختمرن بها.
وفي رواية أنها قالت: إن لنساء قريش لفضلا، وإنى - والله ما رأيت أفضل من نساء الأنصار أشد تصديقا بكتاب الله، ولا إيمانا بالتنزيل، لما نزلت هذه الآية. انقلب إليهن رجالهن يتلون عليهن ما أنزل الله إليهم فيها، ويتلو الرجل على امرأته وابنته وأخته، وعلى كل ذى قرابة، فما منهن امرأة إلا قامت إلى مرطها - وهو كساء من صوف - فاعتجرت به تصديقا وإيمانا بما أنزل الله من كتابه، فأصبحن وراء رسول الله ﷺ في صلاة الصبح معتجرات كأن رءوسهن الغربان.
والمقصود بزينتهن في قوله - تعالى -: { وَلاَ يُبْدِينَ زِينَتَهُنَّ إِلاَّ لِبُعُولَتِهِنَّ } الزينة الخفية وهي ما عدا الوجه والكفين، كشعر الرأس والذراعين والساقين.
فقد نهى الله - تعالى - النساء المؤمنات عن إبداء مواضع الزينة الخفية لكل أحد، إلا من استثناهم - سبحانه - بعد ذلك، وهم اثنا عشر نوعا، بدأهم بالبعول وهم الأزواج لأنهم هم المقصودون بالزينة، ولأن كل بدن الزوجة حلال لزوجها.

## الخلاف حول وجوبه
ذهب أكثر العلماء المسلمون إلى أن بدن المرأة كله عورة ما عدا الوجه والكفين، كما قرره ابن رشد في كتابه بداية المجتهد ونهاية المقتصد (1/ 123)، استدلالاً من الاستثناء الوارد في الآية ﴿إِلَّا مَا ظَهَرَ مِنْهَا﴾ [النور:31] ولقد ذهب عبد الله بن عباس، وابن عمر، وعائشة، وعطاء، والحسن، وسعيد بن جبير، ومالك، والشافعي، وأبو حنيفة، وقول في مذهب أحمد، إلى أنه الوجه والكفان، ولأن الحاجة تدعو إلى كشف الوجه للبيع والشراء، والكفين للأخذ والإعطاء، كما قرره الإمام النووي في المجموع 3/ 167، وابن قدامة في المغني 1/ 431، ولو كان الوجه والكفان عورة لما حرم سترهما في النسك، وزاد أبو حنيفة القدمان، لأنهما يظهران غالباً، فهما كالوجه.
وذهب أبو بكر بن عبد الرحمن، وأحمد في الرواية المشهورة المفتى بها في المذهب، إلى أن المرأة كلها عورة.
هذا الخلاف المذهبي كان في الأساس يدور حول أن الوجه ليس عورة في الصلاة لكن لم يختلف علماء المسلمين المعتبرين على مر العصور أن النساء تغطي الوجه وكامل البدن عند الخروج من المنزل.
وبناءً عليه فمن رأى عدم كونه عورة لم ير وجوب لبس النقاب، ومن رأى غير ذلك أوجبه.
وسبب الخلاف في ذلك احتمال قوله تعالى: ﴿وَلَا يُبْدِينَ زِينَتَهُنَّ إِلَّا مَا ظَهَرَ مِنْهَا﴾ [النور:31] هل هذا المستثنى المقصود منه أعضاء محدودة، أم إنما المقصود به ما لا يملك ظهوره؟
فمن ذهب إلى أن المقصود من ذلك ما لا يملك ظهوره عند الحركة قال: بدنها كله عورة، حتى وجهها، واحتج لذلك بعموم الآية القرآنية: ﴿يَا أَيُّهَا النَّبِيُّ قُلْ لِأَزْوَاجِكَ وَبَنَاتِكَ وَنِسَاءِ الْمُؤْمِنِينَ يُدْنِينَ عَلَيْهِنَّ مِنْ جَلَابِيبِهِنَّ﴾ [الأحزاب:59].
ومن رأى أن المقصود من ذلك ما جرت به العادة بأنه لا يستر، وهو الوجه والكفان، ذهب إلى أنهما ليسا بعورة، واحتج لذلك بأن المرأة ليست تستر وجهها في فريضة الحج.
ورأي الجمهور مقيد بعدم وجود الفتنة، أي بأن لا تكون فاتنة الجمال، بحيث أن من ينظر إليها يفتتن بها، أو كان هناك من يتبعها بصره تلذذاً بها، فإن كان كذلك كان ستره واجباً باتفاق أهل العلم، سداً لذريعة الفساد، فإن ذلك من أصول التشريع، لاسيما عند مالك وأحمد.
وقد ناقش الطحاوي، في شرح معاني الآثار (3/ 15) أدلة الفريقين، بعد أن ساق أدلة الجمهور، ومنها حديث المغيرة بن شعبة، قال: «خطبت امرأة، فقال لي النبي ﷺ: «هل نظرت إليها؟» فقلت: لا. فقال: «فانظر إليها فإنه أحرى أن يؤدم بينكما»».
فقال: ففي هذه الآثار إباحة النظر إلى وجه المرأة لمن أراد نكاحها، فذهب إلى ذلك قوم. وخالفهم في ذلك آخرون، فقالوا: لا يجوز ذلك لمن أراد نكاح المرأة ولا لغير من أراد نكاحها، إلا أن يكون زوجاً لها أو ذا رحم محرم منها.
واحتجوا في ذلك بما جاء عن علي بن أبي طالب، قال: قال لي رسول الله ﷺ: «يا علي لا تتبع النظرة النظرة، فإن لك الأولى وليست لك الآخرة»، قالوا: فلما حرم النبي محمد النظرة الثانية؛ لأنها تكون باختيار الناظر، وخالف بين حكمها وبين حكم ما قبلها إذا كانت بغير اختيار من الناظر؛ دل ذلك على أنه ليس لأحد أن ينظر إلى وجه المرأة، إلا أن يكون بينه وبينها من النكاح أو الحرمة ما لا يحرم ذلك عليه منها.
ثم رد احتجاجهم بقوله: إن الذي أباحه النبي محمد، في الآثار الأول هو النظر للخطبة لا لغير ذلك، فذلك نظر بسبب هو حلال.
ثم دعم قوله بالنظر والقياس، فقال: ألا ترى أن رجلاً لو نظر إلى وجه امرأة لا نكاح بينه وبينها ليشهد عليها وليشهد لها أن ذلك جائز؛ فكذلك إذا نظر إلى وجهها ليخطبها كان ذلك جائزاً له أيضا. فأما المنهي عنه في حديث علي وجرير وبريدة، رضي الله تعالى عنهم، فذلك لغير الخطبة ولغير ما هو حلال، فذلك مكروه محرم إلى أن قال: فلما ثبت أن النظر إلى وجهها حلال لمن أراد نكاحها، ثبت أنه حلال أيضا لمن لم يرد نكاحها، إذا كان لا يقصد بنظره ذلك لمعنى هو عليه حرام.
يعني بذلك الافتتان وارتكاب الحرام الذي مبدؤه النظر، كما قال النبي محمد «فزنا العين النظر»، في حديث رواه البخاري عن أبي هريرة، وبناءً على هذا التفصيل يتضح أن المسألة خلافية بين السلف، والخلاف قوي جداً، وإن كانت أدلة الجمهور أقوى في الاستدلال وأكثر في السرد، حتى أفردها الشيخ الألباني بكتاب خاص أسماه «جلباب المرأة المسلمة»، ذكر فيه أدلة الفريقين، ورجح مذهب الجمهور.
ومعنى ذلك أنه إذا لم يفض إلى الفتنة فليس محرماً، فيكون متفقاً مع قول الجمهور، عند أمن الفتنة، ويتفق معه الجمهور في الحرمة عند وجودها، كما دل عليه كلام الطحاوي الآنف الذكر.
وإذا كانت المسألة خلافية، فإنه لا ينكر على من قال بأحد القولين أو سلك أحد المذهبين، للقاعدة المتفق عليها أنه «لا إنكار في مسائل الخلاف»، بل إنه يسع الجميع.

### أدلة الفريقين
كانت المرأة في العصر الجاهلي قبل الإسلام تقوم بتغطية شعرها بما يشبه (الطرحة) ولكنها كانت تقوم بجعلها تتدلى إلى الخلف ويبدوا منها الوجه والصدر والعنق والجيب هو فتحة العنق أو الصدر.
المصدر: تفسير القرطبي للآية رقم31 سورة النور.
لكن يرى بعض مفسري القدامى أن الآية: ﴿قُلْ لِلْمُؤْمِنِينَ يَغُضُّوا مِنْ أَبْصَارِهِمْ وَيَحْفَظُوا فُرُوجَهُمْ ذَلِكَ أَزْكَى لَهُمْ إِنَّ اللَّهَ خَبِيرٌ بِمَا يَصْنَعُونَ ۝٣٠ وَقُلْ لِلْمُؤْمِنَاتِ يَغْضُضْنَ مِنْ أَبْصَارِهِنَّ وَيَحْفَظْنَ فُرُوجَهُنَّ وَلَا يُبْدِينَ زِينَتَهُنَّ إِلَّا مَا ظَهَرَ مِنْهَا وَلْيَضْرِبْنَ بِخُمُرِهِنَّ عَلَى جُيُوبِهِنَّ وَلَا يُبْدِينَ زِينَتَهُنَّ إِلَّا لِبُعُولَتِهِنَّ أَوْ آبَائِهِنَّ أَوْ آبَاءِ بُعُولَتِهِنَّ أَوْ أَبْنَائِهِنَّ أَوْ أَبْنَاءِ بُعُولَتِهِنَّ أَوْ إِخْوَانِهِنَّ أَوْ بَنِي إِخْوَانِهِنَّ أَوْ بَنِي أَخَوَاتِهِنَّ أَوْ نِسَائِهِنَّ أَوْ مَا مَلَكَتْ أَيْمَانُهُنَّ أَوِ التَّابِعِينَ غَيْرِ أُولِي الْإِرْبَةِ مِنَ الرِّجَالِ أَوِ الطِّفْلِ الَّذِينَ لَمْ يَظْهَرُوا عَلَى عَوْرَاتِ النِّسَاءِ وَلَا يَضْرِبْنَ بِأَرْجُلِهِنَّ لِيُعْلَمَ مَا يُخْفِينَ مِنْ زِينَتِهِنَّ وَتُوبُوا إِلَى اللَّهِ جَمِيعًا أَيُّهَ الْمُؤْمِنُونَ لَعَلَّكُمْ تُفْلِحُونَ ۝٣١﴾ [النور:30–31]، وفيها أمر للمسلمات بوجوب ارتداء النقاب. وأيضا: في الآية ﴿يَا أَيُّهَا النَّبِيُّ قُلْ لِأَزْوَاجِكَ وَبَنَاتِكَ وَنِسَاءِ الْمُؤْمِنِينَ يُدْنِينَ عَلَيْهِنَّ مِنْ جَلَابِيبِهِنَّ ذَلِكَ أَدْنَى أَنْ يُعْرَفْنَ فَلَا يُؤْذَيْنَ وَكَانَ اللَّهُ غَفُورًا رَحِيمًا ۝٥٩﴾ [الأحزاب:59]، سورة الأحزاب: آية 59، ولقد قرر أكثر المفسرين أن معنى الآية: الأمر بتغطية الوجه، فإن الجلباب هو ما يوضع على الرأس، فإذا اُدنِي ستر الوجه، وقيل: الجلباب ما يستر جميع البدن 
وقد روى البخاري حديثا عن عائشة قالت: (لما أنزلت هذه الآية أخذن أزورهن فشققنها من قبل الحواشي فاختمرن بها). قال الحافظ ابن حجر: فاختمرن أي غطين وجوههن.
أيضا: قول الله في القرآن: ﴿وَالْقَوَاعِدُ مِنَ النِّسَاءِ اللَّاتِي لَا يَرْجُونَ نِكَاحًا فَلَيْسَ عَلَيْهِنَّ جُنَاحٌ أَنْ يَضَعْنَ ثِيَابَهُنَّ غَيْرَ مُتَبَرِّجَاتٍ بِزِينَةٍ وَأَنْ يَسْتَعْفِفْنَ خَيْرٌ لَهُنَّ وَاللَّهُ سَمِيعٌ عَلِيمٌ ۝٦٠﴾ [النور:60]، لأنه موضع الزينة، دلّ هذا الترخيص للنساء الكبيرات دون غيرهن، (وهن الشابات من النساء مأمورات بالحجاب وستر الوجه)، منهيات عن وضع الثياب، ثم ختمت الآية بندب النساء العجائز بالاستعفاف، وهو كمال التستر طلباً للعفاف ﴿وَأَنْ يَسْتَعْفِفْنَ خَيْرٌ لَهُنَّ﴾ [النور:60]. أي بمعنى إن العجائز مندوب لهن ترك الزينة والتعفف عن ذلك وهي آية واضحة تبين رفع الحرج عن النساء الكبيرات في ذلك.
وقد وردت عدة أحاديث يستند إليها بعض المفسرين في هذا الرأي
ويوجد رأي آخر يفسر «إلا ماظهر منها» بالوجه والكفين:
1. عائشة بنت أبي بكر. عبد الرزاق، وابن أبي حاتم «الدر المنثور»، وابن أبي شيبة، والبيهقي، وصححه ابن حزم الأندلسي
2. عبد الله بن عمر. ابن أبي شيبة، وصححه ابن حزم
3. أنس بن مالك. وصله ابن المنذر، وعقله البيهقي
4. عبد الله بن عباس. ابن أبي شيبة، والطحاوي، والبيهقي، وصححه ابن حزم أيضاً.
5. أبو هريرة. ابن عبد البر في «التمهيد».
6. المسور بن مخرمة. ابن جرير الطبري.

أشهر المفسرين ممن ذكروا أن الخمار لايشمل الوجه
فمن المفسرين: إمامهم ابن جرير الطبري (ت310) والبغوي (169) والزمخشري (538) وابن العربي (553) وابن تيمية (728) وابن حيان الأندلسي (754)
أشهر المحدثين ممن ذكروا أن الخمار لايشمل الوجه: ابن حزم (ت456) والباجي الأندلسي (474) وابن الأثير (ت606).
أشهر الفقهاء ممن ذكروا أن الخمار لايشمل الوجه: ومن الفقهاء: أبو حنيفة (ت150) وتلميذه محمد بن الحسن (ت189) في " الموطأ) والشافعي القرشي (ت204) والعيني (855)
أشهر اللغويين ممن ذكروا أن الخمار لايشمل الوجة: ومن اللغويين: الراغب الأصبهاني (ت502) قال في كتابه الفريد «المفردات في غريب القرآن» (ص159):
من يقول بأن النقاب غير واجب كالشيخ الألباني يستشهدون بأحاديث منها:
حديث عن ابن عباس «أن امرأة من خثعم استفتت رسول الله - - في حجة الوداع [يوم النحر] والفضل بن عباس رديف رسول الله - - [وكان الفضل رجلا وضيئا... فوقف النبي للناس يفتيهم]) الحديث وفيه: (فأخذ الفضل بن عباس يلتفت إليها وكانت امرأة حسناء (وفي رواية: وضيئة) (وفي رواية: فطفق الفضل ينظر إليها وأعجبه حسنها) [وتنظر إليه] فأخذ رسول الله بذقن الفضل فحول وجهه من الشق الآخر)» (صحيح البخاري – فتح الباري)
وحديث عن عائشة بنت أبي بكر قالت: (كن نساء المؤمنات يشهدن مع النبي صلاة الفجر متلفعات بمروطهن ثم ينقلبن إلى بيوتهن حين يقضين الصلاة لا يعرفن من الغلس)
وحديث عن فاطمة بنت قيس: (أن أبا عمرو بن حفص طلقها البتة (وفي رواية: آخر ثلاث تطليقات) وهو غائب... فجاءت رسول الله فذكرت ذلك له... فأمرها أن تعتد في بيت أم شريك ثم قال: تلك امرأة يغشاها أصحابي اعتدي عند ابن أم مكتوم فإنه رجل أعمى تضعين ثيابك [عنده] (وفي رواية: انتقلي إلى أم شريك - وأم شريك امرأة غنية من الأنصار عظيمة النفقة في سبيل الله ينزل عليها الضيفان - فقلت: سأفعل فقال: لا تفعلي إن أم شريك امرأة كثيرة الضيفان فإني أكره أن يسقط خمارك أو ينكشف الثوب عن ساقيك فيرى القوم منك بعض ما تكرهين ولكن انتقلي إلى ابن عمك عبد الله بن أم مكتوم [الأعمى]... وهو من البطن الذي هي منه [فإنك إذا وضعت خمارك لم يرك] فانتقلت إليه فلما انقضت عدتي سمعت نداء المنادي ينادي: الصلاة جامعة فخرجت إلى المسجد فصليت مع رسول الله فلما قضى صلاته جلس على المنبر فقال: إني والله ما جمعتكم لرغبة ولا لرهبة ولكن جمعتكم لأن تميما الداري كان رجلا نصرانيا فجاء فبايع وأسلم وحدثني حديثا وافق الذي كنت أحدثكم عن المسيح الدجال...) الحديث. وينبغي ويقولون أن هذه القصة وقعت في آخر حياته لأن فاطمة بنت قيس ذكرت أنها بعد انقضاء عدتها سمعت النبي يحدث بحديث تميم الداري وأنه جاء وأسلم. وقد ثبت في ترجمة تميم أنه أسلم سنة تسع فدل ذلك على تأخر القصة عن آية الجلباب في الحديث.
وحديث عن ابن عباس: (قيل له: شهدت العيد مع النبي ؟ قال: نعم ولولا مكاني من الصغر ما شهدته حتى أتى العلم الذي عند دار كثير بن الصلت فصلى [قال: فنزل نبي الله كأني أنظر إليه حين يجلس الرجال بيده ثم أقبل يشقهم] ثم أتى النساء ومعه بلال [فقال: (يا أيها النبي إذا جاءك المؤمنات يبايعنك على أن لا يشركن بالله شيئا) فتلا هذه الآية حتى فرغ منها ثم قال حين فرغ منها: أنتن على ذلك؟ فقالت امرأة واحدة لم يجبه غيرها منهن: نعم يا نبي الله قال:] فوعظهن وذكرهن وأمرهن بالصدقة [قال: فبسط بلال ثوبه ثم قال: هلم لكن فداكن أبي وأمي] فرأيتهن يهوين بأيديهن يقذفنه (وفي رواية: فجعلن يلقين الفتخ والخواتم) في ثوب بلال ثم انطلق هو وبلال إلى بيته).

## كتب ومقالات
- لا .. بل النقاب – وإن رغمت أنوف – فريضة وليس عادة ولا مجرد فضيلة (أ.د محمد عبد العزيز علي الأستاذ بجامعة الأزهر الشريف)
- الدلالة المحكمة لآية الجلباب على وجوب غطاء الوجه | الدلالة المحكمة لآية الزينة على وجوب تغطية الوجه - د. لطف الله بن ملا عبد العظيم خوجه
- الحجاب في الشرع والفطرة - عبد العزيز بن مرزوق الطريفي
- النقاب عادة وليس عبادة - كتاب أصدرته وزارة الأوقاف المصرية، ويتضمن الكتاب آراء وفتاوى لكل من محمد سيد طنطاوي، ومحمود حمدي زقزوق، وعلي جمعة.
- تحرير المرأة في عصر الرسالة - عبد الحليم أبو شقة
- جلباب المرأة المسلمة في الكتاب والسنة - الألباني
- الرد المفحم: على من خالف العلماء وتشدد وتعصب وألزم المرأة بستر وجهها وكفيها - الألباني
- كشف الغمة في بيان مخالفات السلفيين المعاصرين للكتاب والسنة وجمهور علماء الأمة - محمد محمود حبيب